# Baixkíria

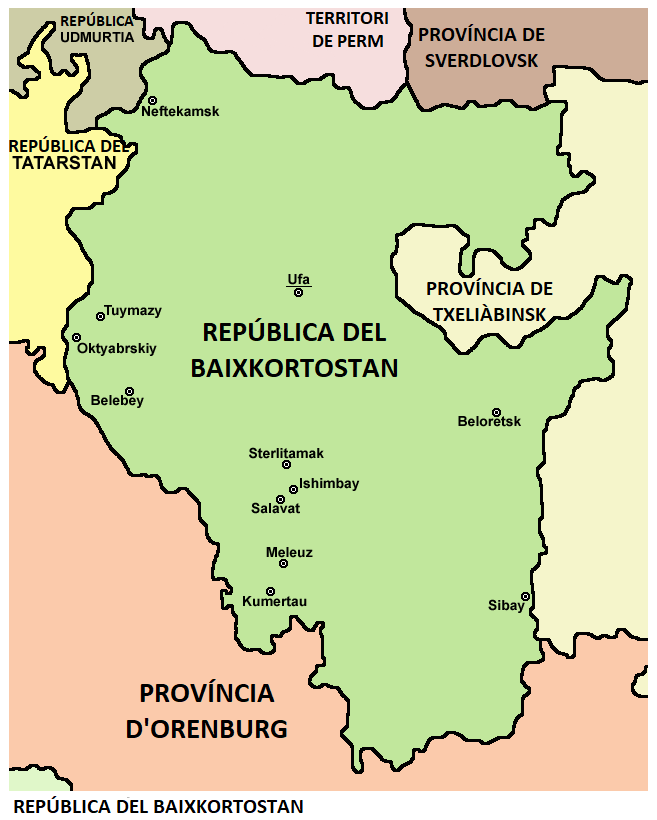
Situació de la República de Baixkortostan

Baixkortostan (baixkir: Башҡортостан; rus: Башкортостан), oficialment la República de Baixkortostan,  també coneguda com a Baixkíria,  és una república de Rússia situada entre el Volga i els Urals a l'Europa de l'Est. Ocupa 143.600 kilòmetres quadrats i té una població de 4 milions d'habitants. És el setè subjecte federal més poblat de Rússia i la república més poblada. La seva capital i ciutat més gran és Ufà.
Baixkortostan es va establir el 28 de Novembre del 1917. El 20 de març de 1919 es va transformar en l'RSSA de Baixkíria, la primera república autònoma de la RSFS russa. L'11 d'octubre de 1990 es va adoptar la Declaració de sobirania Estatal. A la Constitució de Baixkortostan i la Constitució Russa, Baixkortostan es defineix com a un estat.

## Terminologia
El nom "Baixkortostan " deriva del nom del grup ètnic Baixkir. Mentre que l'arrel del nom és turca (és una combinació de 'baş', que en turc pot significar cap, principal i "qort" que significa llop, un dels animals considerats com a sagrats pels pobles turcs); el sufix -stan és persa, comú a molts noms territorials eurasiàtics. Els baixkirs parlen la llengua Baixkir, que pertany a la branca kiptxak del grup de les llengües turqueses.

## Història

### Origen i primers segles
Hi ha divisió d'opinions sobre el seu origen. La tendència actual és a considerar-los nadius del territori que ocupen, i que ja ocupaven en època clàssica sent esmentats per Claudi Ptolemeu amb diversos noms que correspondrien a les tribus Geyne, Tabin, Buruc i Suvin. En un moment indeterminat abans del segle xiii havien esdevingut turcs. El seu nom català baixkir es coneix també com bashkurt, bashkir, bashdjirt i bashkort entre altres variacions.
El seu nom apareix al segle ix. Al-Istakhri diu que ocupaven una regió boscosa de difícil accés. Al-Biruni anomena les muntanyes de l'Ural com muntanyes dels bashkurt o bashdjirt. Ibn Fadlan va estudiar aquest poble (922) i en descriu els costums. Al-Idrisi també en fa referència però part de les seves indicacions segurament correspondrien als magiars, ja que les fonts àrabs anomenaven a aquests "bashkurts de l'exterior" i als bashkurts propis "bashkurts de l'interior"; els bashkurts del Ural estaven dividits al seu torn en interiors i exteriors.
Vers el segle xi i segle xii es van fer musulmans influïts pels Búlgars del Volga. Al segle xii les tribus Yurmati i Yenei dels bashkurts es van integrar als magiars i en territori magiar a Europa hi havia 78 viles dels bashkurts, que eren musulmans. Al segle xiii van quedar sotmesos a l'Horda d'Or. Alguns van servir també amb els Il-kans i un amir bashkurt va reprimir la revolta de Sukamish a l'Àsia Menor sota Ghazan Khan, i Sarkan Bashkurt fou lloctinent d'Oldjeitu; fins i tot apareixen bashkurts servint a Egipte amb els mamelucs (com Alam al-Din al-Bashkurdi que fou delegat de Qalàwun a Síria).
El 1327 Shams al-Din al-Dimashki els assimila als cumans. Al segle xv els kazakhs i nogais els coneixien com isteks del que va derivar el nom otomà Heshdek. Al començament del segle xvi el nord i est dels seus territoris estava sota domini dels kans Tura (Shiban), alguns territoris estaven sota domini de Sahib Ghiray de Kazan i els nogai dominaven el sud. Dos kans nogai, Ismail Urus Mirza i el seu nebot Ishtirek Mirza van governar als bashkurt del sud de l'Ural, en nom dels kučúmides (els caps elegits pels bashkurts) fins al 1608. Ismail Urus Mirza va demanar al sultà otomà Solimà I d'annexionar el baix Volga; després va enviar ambaixadors a Ivan IV, ja que els russos havien ocupat Kazan i Astracan i havien fundat fortaleses a Samara, Yayitya i Ufa i estaven cobrant impostos als bashkurts, i reclamava que aquests impostos li corresponien.

### Penetració russa
Els russos van fer algunes concessions però van seguir estenent la seva influència: el 1629 tenien 800 famílies bashkurt sota domini i el 1700 ja eren 7100. Sota els russos es va organitzar la província i es van regularitzar les classes socials: els mirzas o aristocràcia mongola i tàrtara (rus kniaz), el biys i els tarkhans que eren caps de tribus, els asabes (àrb asaba, rus votčinnik) que tenien petits feus hereditaris i servien a l'exèrcit, els yasaliks (camperols que servien a l'exèrcit), els tipters (camperols), els bobils (camperols sense terra), i els tasnaks (nòmades adscrits a una vila); el centre militar de la província estava al territori de la tribu Yurmati.

### Resistència nacional
Els bashkurt van resistir amb tots els seus mitjans a l'annexió i les revoltes foren freqüents, generalment liderades pels kučúmides, i d'acord amb altres moviments a Ucraïna i Nord del Caucas, o atacs dels tàrtars de Crimea, els calmucs i els otomans. Els bashkurts eren hàbils fabricant armament que van facilitar als karakalpaks i als kazakhs i el 1675 els russos van emetre un decret que prohibia al poble treballar el ferro, però el decret no fou obeït. El 1667 Ewliya Celebi va visitar als bashkurts que estaven governats pel kučúmida Kučuk Sultan, amb seu entre Terek i Astracan. A la revolta del 1678, van destruir nombrosos establiments russos a la vora del Volga i del Kama, al mateix temps que els otomans obtenien la victòria de Čegerin a Ucraïna meridional. Els russos van crear colònies molt nombroses de russos a la zona de l'Ural i van aconseguir deixar en minoria als bashkurts. El kan calmuc Ayuke Khan va matar a Kučuk Sultan i la lluita fou continuada per dos dels seus fills, Murad Sultan i Khuzey (Ibrahim) Sultan.
Els bashkurts es van revoltar durant la guerra de Pere el Gran contra els suecs i Murad Sultan va demanar ajut al kan de Crimea i a l'Imperi Otomà (va viatjar a Crimea i Istanbul) a més dels nogais i els cosacs del Don. Però els otomans no els van donar suport. El 1708, juntament amb els circassians i als nogais del Kuban va intentar conquerir la fortalesa de Terek però fou ferit en l'assalt i fet presoner, sent executat. El 1716, sota el kan Ahmad III, tornaven a estar revoltats aliats als karakalpaks i als kazakhs i van atacar Terek en revenja per la mort de Murad, massacrant 40000 russos. Van rebre el suport dels kazakhs passant a la sobirania del kan kazakh Tobirčik Kayip Khan que tenia capital a Taixkent. La revolta va durar 17 anys i va esgotar als bashkurt; el 1728 van enviar una delegació a Sant Petersburg i es va signar la pau.
El 1735 es van tornar a revoltar dirigits per Kilmek Abiz i Kusum Akay en protesta per l'intent rus d'aïllar als bashkurts dels karakalpaks i els kazaks; aquesta fou la revolta més sagnant de totes i es va acabar el 1736 amb la captura dels dos caps que foren portats a Sant Petersburg i executats, però la revolta es va reprendre el 1737 sota la direcció de dos biys de la tribu Kavakan, Pepene i Tungevur Kosep amb el suport del kan dels kazakhs. Els rebels van proclamar kan dels bashkurts a Dodja Ahmad Sultan, fill d'Abu l-Khayr, kan dels kazakhs. La revolta només va poder ser reprimida temporalment després de patir els russos fortes pèrdues (1738), i el 1740 es va reprendre sota la direcció de Karasakal, nom sota els que s'amagava Baybulat, el darrer dels kučúmides, que amb el suport del kan de Crimea havia iniciat activitats al territori dos anys abans. El 1742 fou derrotat finalment i es va refugiar entre els kazakhs ortayuz i el kan Barak Khan li va donar asil. Encara es va produir un nou aixecament el 1755 i un altre el 1774.

### Domini rus
El 1798 Catalina II de Rússia, en un gest de reconciliació, va dividir l'óblast de Bashkurt en dotze cantons un per cada tribu, segons les tradicions locals i va crear regiments bashkurts armats tradicionalment i vestits a la manera nacional bashkurt; aquests regiments van participar en les guerres napoleòniques i van arribar fins a París.
El 1861 foren suprimits els cantons i el 1862 els regiments bashkurts. El 1872 els baixkirs van rebre la ciutadania russa però van conservar la seva pròpia legislació administrativa i de propietat.

### Idel Ural
Van participar activament a la revolució de 1905. El 1917 aplicant una resolució del Primer Congrés General dels Musulmans de Rússia (1 a 10 de maig de 1917) que reclamava l'autonomia de les regions turques, els bashkurts (baixkirs), tàrtars i txuvatxos van establir un comitè de tres membres per organitzar la seva província (Zeki Velidi, Sad Miras i Allah Berdi Djafer). El juliol es va fer un segon congrés (Milli Kuraltay) a Kazan on ja es va utilitzar per primera vegada la bandera que pretenia representar a aquests pobles. Units a kazakhs, kirguizos, uzbeks i altres pobles van crear un exèrcit (tardor) i el 3 de desembre de 1917 es va establir un govern provisional musulmà autònom a Orenburg dirigit per Bikbavoghlu Yunus. L'estat fou anomenat Idel-Ural i el mateix dia va adoptar la seva bandera nacional. El 24 de gener de 1918 Idel-Ural es va proclamar independent.

### República de Tsabulatxnaia
El març de 1918 els bolxevics es van revoltar a Orenburg i van prendre el poder. Van empresonar als membres del govern musulmà a Orenburg, però aquests es van poder escapar. La facció contrària als bolxevics del Segon Congrés General Musulmà de Totes les Rússies va proclamar llavors als territoris a l'est de Kazan, més enllà del riu Bulak, l'anomenada República de Tsabulatxnaia (març de 1918) o República de Transbulak, que es donava a si mateixa el nom de Baixkurtistan, i tenia seu a Biste (rus Tsabulatxnaia), prop de Kazan. El nou govern va organitzar l'exèrcit sota la direcció del general Ixbulatov, que va iniciar operacions el juny de 1918. Els kazakhs s'hi van unir i Orenburg fou recuperada. La república va demanar ajut als aliats i al general blanc Koltxak, però els aliats, preocupats per la presència alemanya a Ucraïna i el Caucas, no estaven interessats en més autonomies, a les que tampoc era favorable Kolchak, el qual va anunciar que el seu govern de totes les Rússies, que acabava de formar a Sibèria assolint la dictadura el dia 18 de novembre, no reconeixeria aquesta autonomia (21 de novembre de 1918) tot i que ja els imperis centrals havien entrat en col·lapse, i encara Kolchak va declarar abolida l'autonomia bashkurt (baixkir). Així aquests foren abocats a les mans dels bolxevics.

### República Soviètica
El 19 de febrer de 1919 el govern anomenat del Bashkortostan o Bashkurtistan va signar un tractat amb els soviètics que es van comprometre a protegir el seu exèrcit (ara dirigit per Validov) i la seva autonomia. El 22 de març de 1919 es va constituir la República Soviètica Tàrtar-Baixkir que comprenia l'óblast d'Ufa, i part de les óblasts d'Orenburg, Perm, Kazan, Viatka, Simbirsk i Samara i la capital era Sterlitamak. L'exèrcit roig va entrar en l'antic territori de la República Zabulachnaya el 20 de març de 1919. Va adoptar la seva bandera nacional (vermella amb fals i martell grocs al cantó damunt de les quals una estrella vermella dins un disc groc) probablement el dia 21 de març de 1919. El primer ministre fou Yumuloghlu i després Z. V. Togan (àlies Validov).

### Govern blanc
L'abril de 1919 Kolchak va envair la República i la va ocupar parcialment, fugint el govern a Saransk. El juny en la contraofensiva dels bolxevics, van ocupar Ufa i van derrotar Kolchak prop d'Iekaterinburg. L'agost la Legió txecoslovaca va arribar a Kazan i la va ocupar però en foren expulsats el setembre. A la tardor els bolxevics amb l'ajut de tàrtars i baixkirs havien recuperat tot el territori perdut.

### República Socialista Soviètica Autònoma
Els esforços per unir a bashkurts i kazaks foren avortats pels soviètics i es va crear més al sud la República Socialista Soviètica Autònoma de Kirguízia (Kazak) (1920) amb capital a Orenburg. El 27 de maig de 1920 es va crear la República Socialista Soviètica Autònoma de Tartària (incloent-hi Txuvàtxia), separada de Baixkíria o Bashkortostan. La nova república dels bashkurts fou coneguda com a Petit Bashkortostan o Bashkurdistan, i tenia una superfície de 84.874 km² i una població d'1.259.000 habitants, dels quals al tomb del 70%, eren turcs
El juny de 1920 Validov, i altres membres del govern, per por de ser eliminats pels bolxevics, van fugir del país junt amb altres personalitats destacades, i més tard es van unir als basmatxis del Turquestan. Llavors es va formar a la nova capital Sterlitamak un govern d'estricta obediència bolxevic i l'exèrcit fou dissolt. El 18 d'octubre de 1921 Tartària i Txuvàtxia van ser dividides en dues repúbliques separades.
El 14 de juny de 1922 els soviètics van reunir el Petit Bashkortostan i l'óblast d'Ufa (de majoria russa) per formar l'anomenat Gran Bashkortostan o Gran Baixkíria (oficialment República Socialista Soviètica Autònoma dels Baixkirs). Ufa fou la nova capital. Poc després va adoptar la bandera, vermella amb les inicials daurades al cantó. La superfície segons dades del 1935 era de 151.840 km² i la població de 2.975.000 habitants (51% de turcs).

### Caiguda de la Unió Soviètica
Amb l'arribada de la perestroika començaren les primeres demandes nacionals dels baixkirs, que de seguida reberen el suport del Mufti de la Regió Eurosiberiana resident a Ufa, Talgat Tadjuddin. Aquest, però, passaria a ser mufti dels tàtars, i des del 1992 Muhammed Nigmatulin serà el mufti dels baixkirs.

### República de Bashqortostan (o Bashkortostan)
El 17 de juny del 1991 adoptà el nom de Bashqortostan i decidí de signar per separat de Rússia el tractat de la Unió, cosa que provoca disturbis estudiantils a Ufa el 15 de novembre, amb 5 ferits.
El 25 d'abril del 1993 introduí una cinquena pregunta en el referèndum de la nova constitució russa, referent a la independència econòmica. Mortazà Rakhímov (1934), el president baixkir, Mikhaïl Zàitsev, cap de l'assemblea, Rim Bakíev, primer ministre i Marad Abuzarov, portaveu presidencial, acusaren Ieltsin de violar els tractats federals i decidiren entregar al pressupost federal només el 10% del que entregaven fins ara. Marat Mirgaziamov (1942) fou nomenat cap del consell de ministres amb l'encàrrec de dur a terme reformes econòmiques.

El resultat del referèndum a Baixkortostan fou d'un 63,2% a favor de la independència econòmica, d'un 34,7% a favor de Borís Ieltsin i un 54,1% en contra. Poc després, el mufti d'Ufa i Murad Zarguixiev, vicepresident del comitè de Llibertat de Consciència del Parlament Baixkir, denunciaren la preeminència de la religió ortodoxa en la política russa, però alhora rebutjaren l'integrisme islàmic. Alguns activistes baixkirs proposaren la creació d'una Confederació del Volga amb Tatarstan i unir-se al Kazakhstan. El govern baixkir, però, advocà per l'adopció d'un règim tributari unificat i l'exigència d'un estatut especial, similar al de Tatarstan. Amb els tàtars també signaren un conveni de cooperació tot oferint-los el petroli que els manca a canvi d'excedents agrícoles.

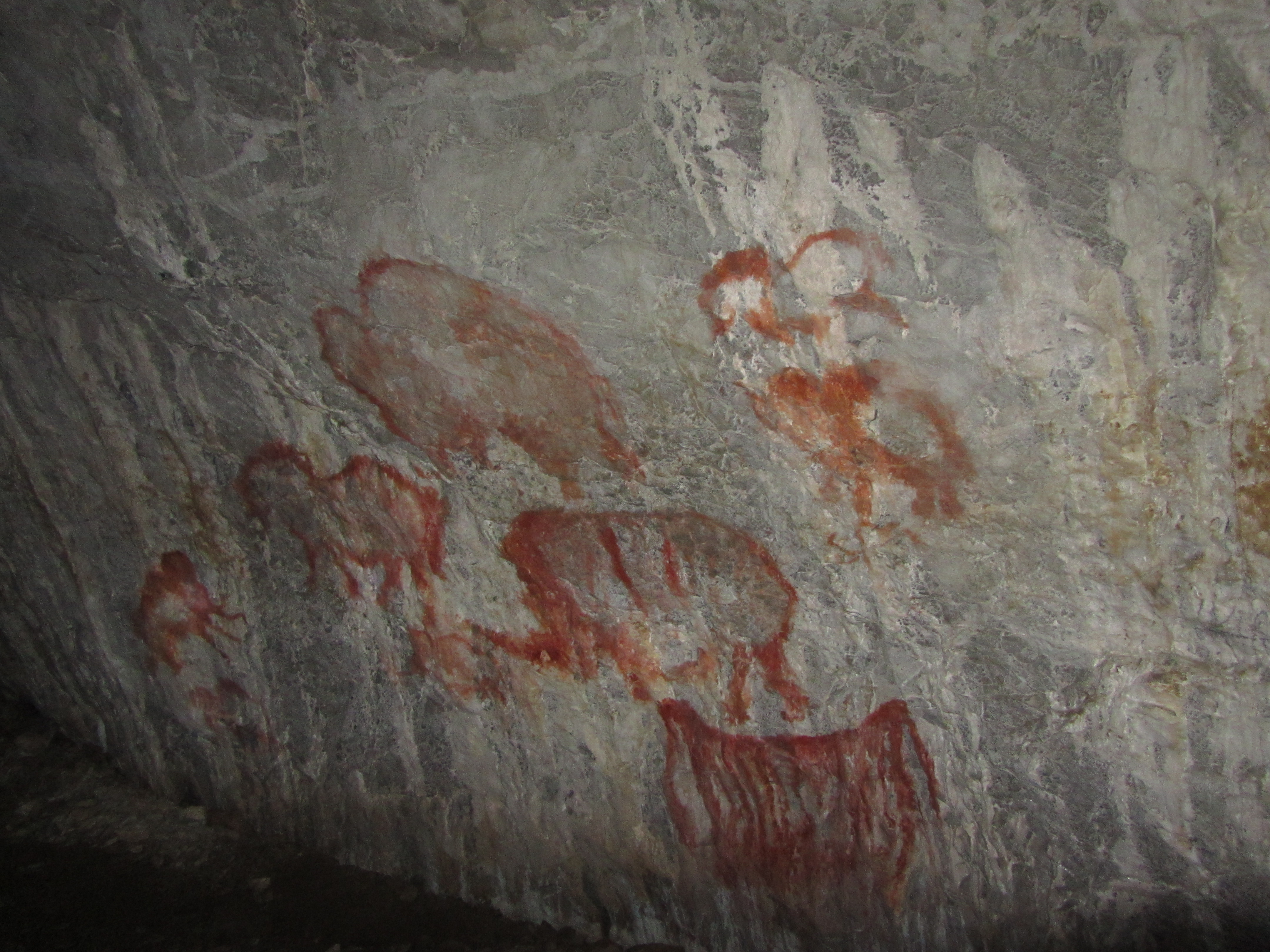
Pintures rupestres a la reserva natural de Shulgan-Tash.
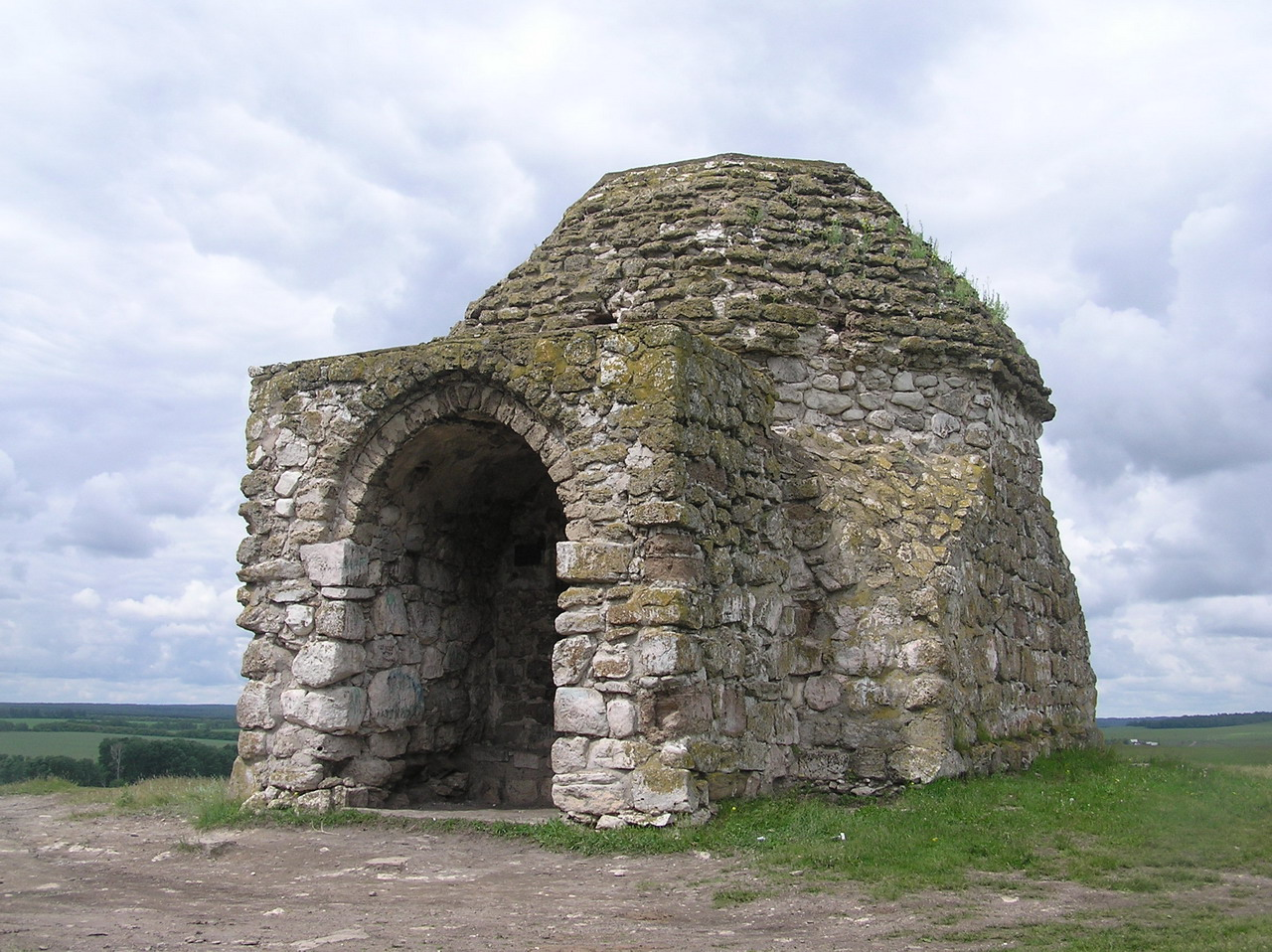
Mausoleu de Turahan, edifici del segle XIV.
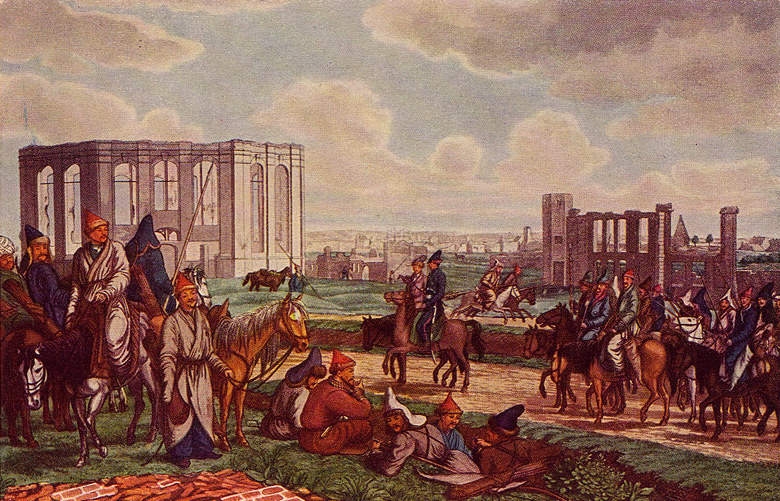
Baixkirs prop d'Hamburg durant les guerres napoleòniques, al 1813.
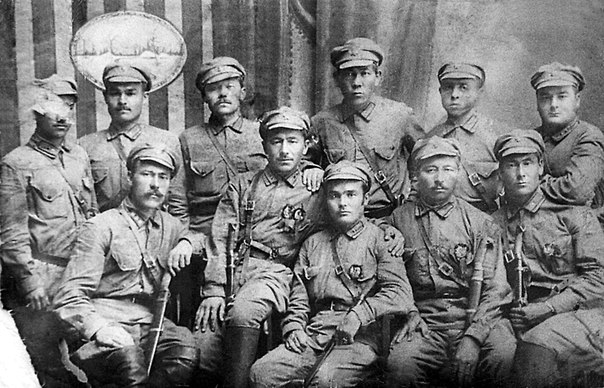
Unitat de cavalleria de l'Exèrcit Roig, formada per Baxkirs, Guerra Civil Russa, el 1919.

## Geografia
Baixkortostan conté part dels Urals meridionals i les planes adjacents.

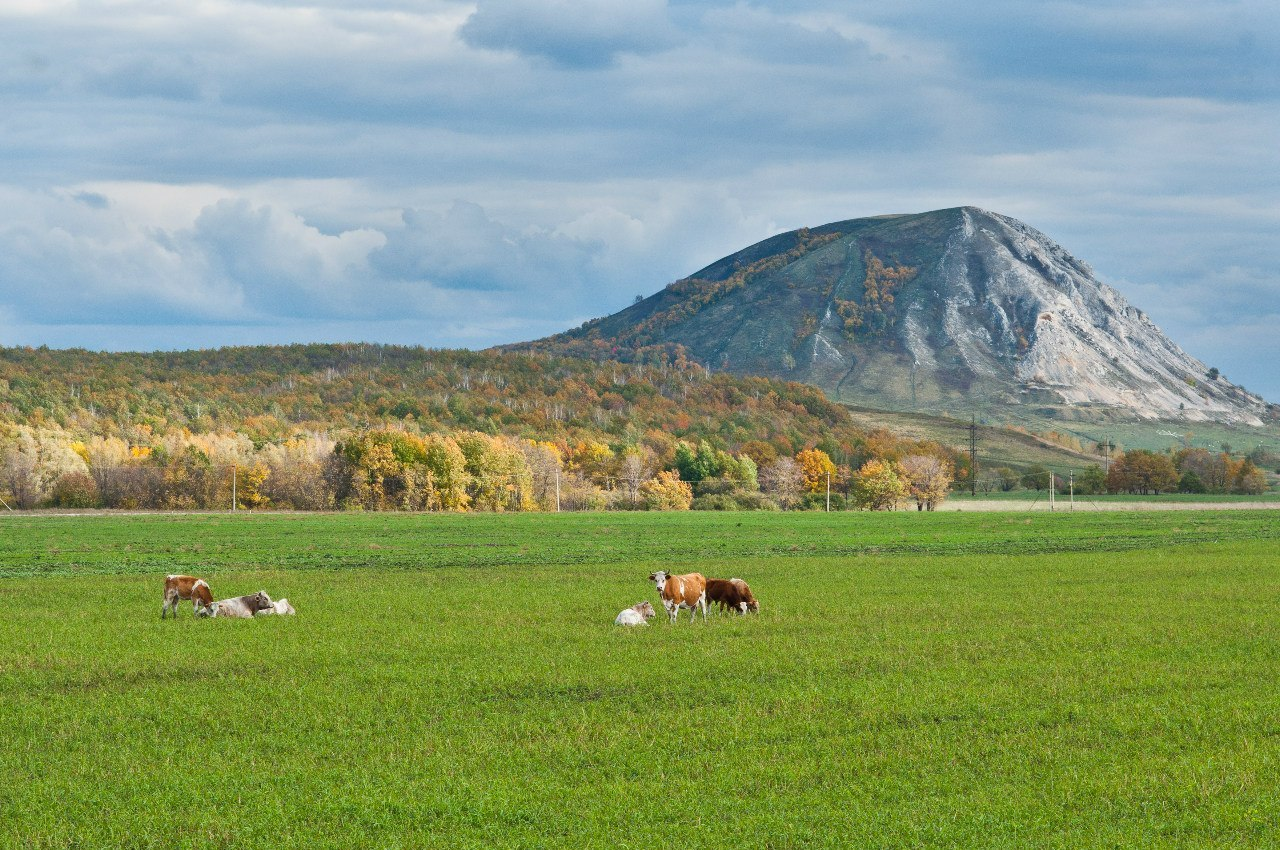
Shihan Toratau. Els turons són símbols populars del Baixkortostan.
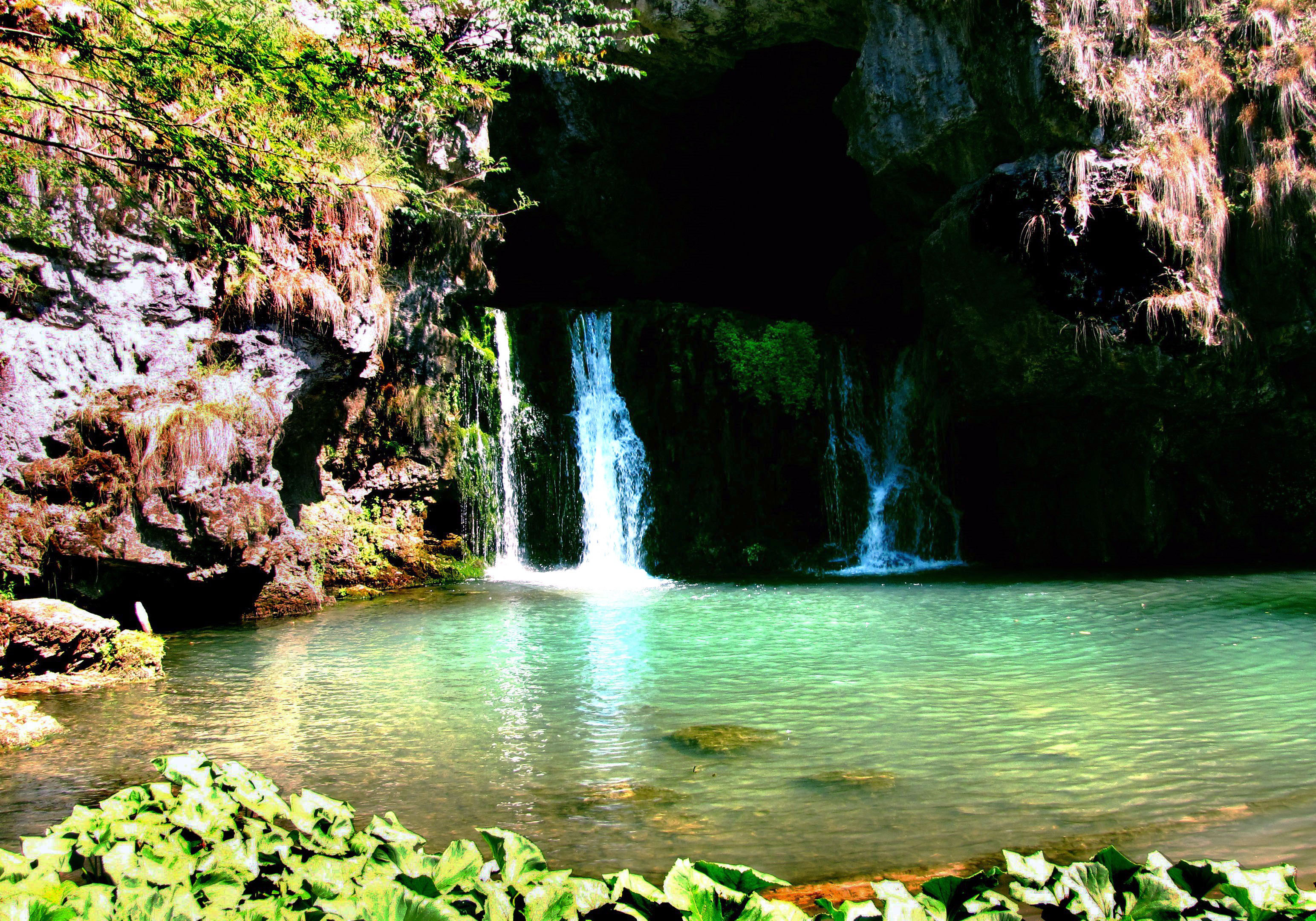
Salt d'aigua d'Atix
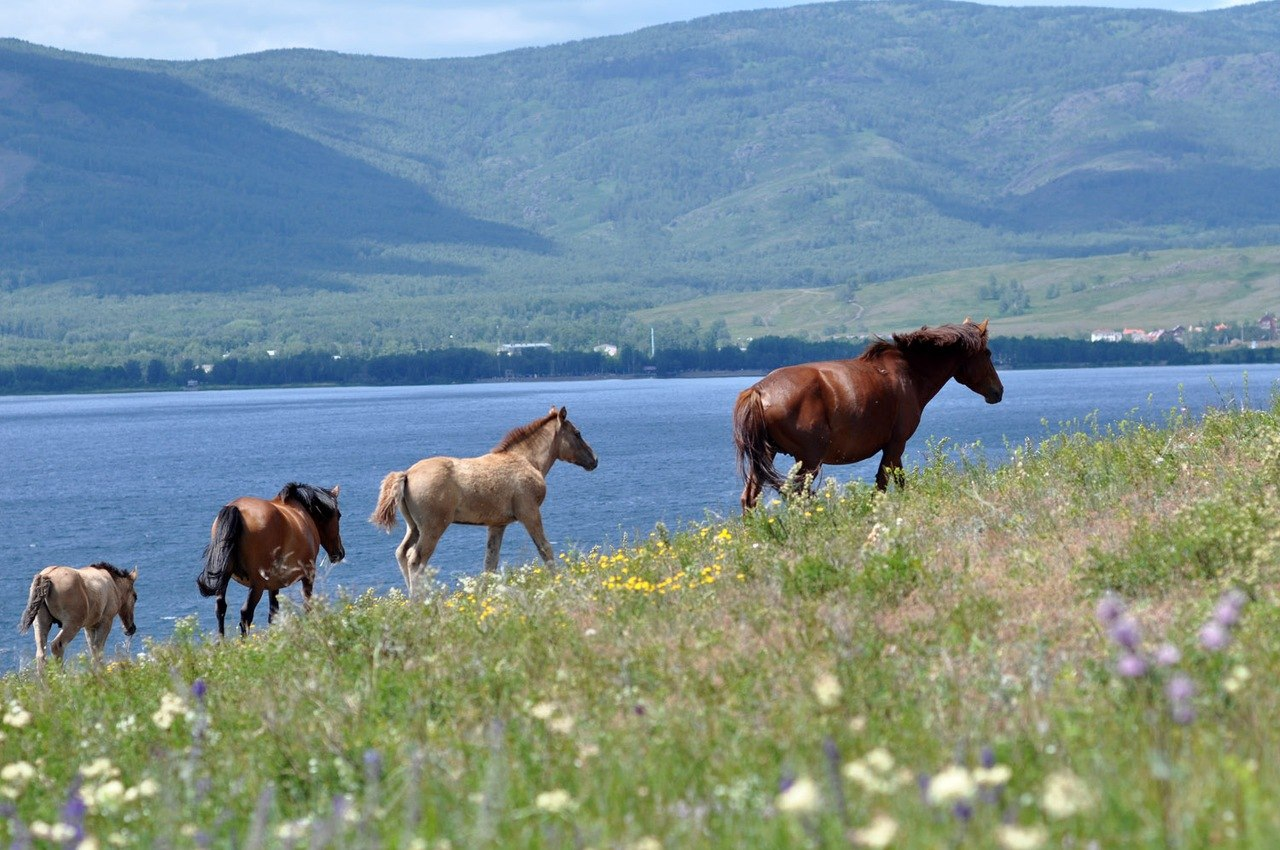
Cavalls Baixkirs al llac Iakti-Kul
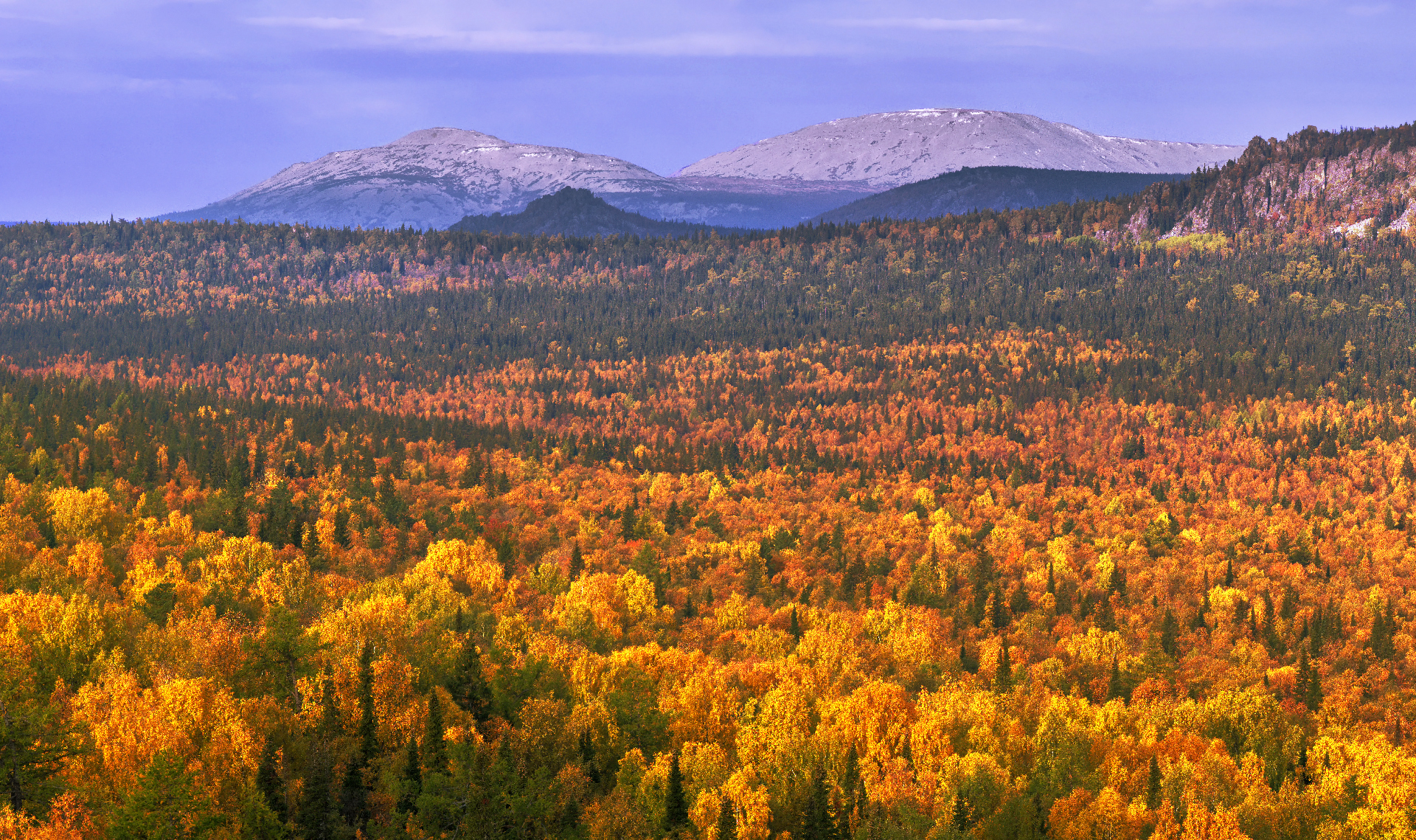
Iamantau a la tardor

- Superfície: 143,600 kilòmetres quadrats
- Fronteres: Baixkortostan limita amb el krai de Perm (N), l'óblast de Sverdlovsk (NE), l'óblast de Txeliàbinsk (NE/E/SE), l'óblast d'Orenburg (SE/S/SO), la República del Tatarstan (O) i la República d'Udmúrtia (NO)
- Punt més alt: Mont Iamantau (1.638m)
- Distància màxima nord-sud: 550km
- Distància màxima est-oest: més de 430km

### Rius

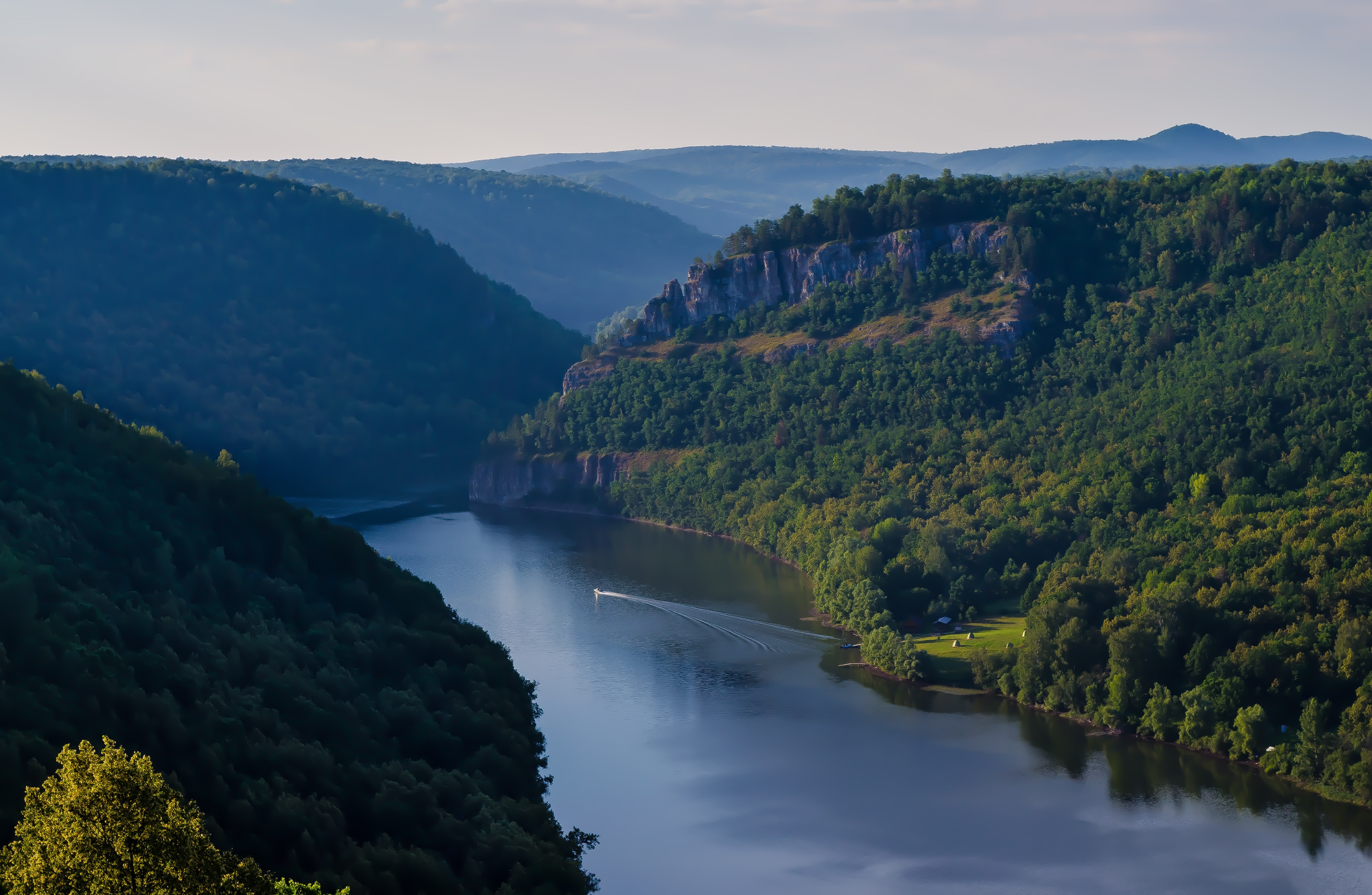
Riu Nugush.

Hi ha més de 13.000 rius a la república. Molts rius formen part del sistema de transport d'aigües profundes de la Rússia europea; proporcionen accés als ports del mar Bàltic i del mar Negre.
Els principals rius inclouen:
- Riu Bélaia (1.430km)
- Riu Ufà (Qaraidel) (918km)
- Riu Sakmara (760km)
- Riu Ik (Iq) (571km)
- Riu Dyoma (Dim) (556km)
- Riu Aï (549km)
- Riu Iuriuzan (404km)
- Riu Bystry Tanyp (345km)
- Riu Sim (239km)
- Riu Nugúix (235km)
- Riu Tanalyk (225km)
- Riu Zilim (Yethem) (215km)
- Riu Siün (209km)

### Llacs

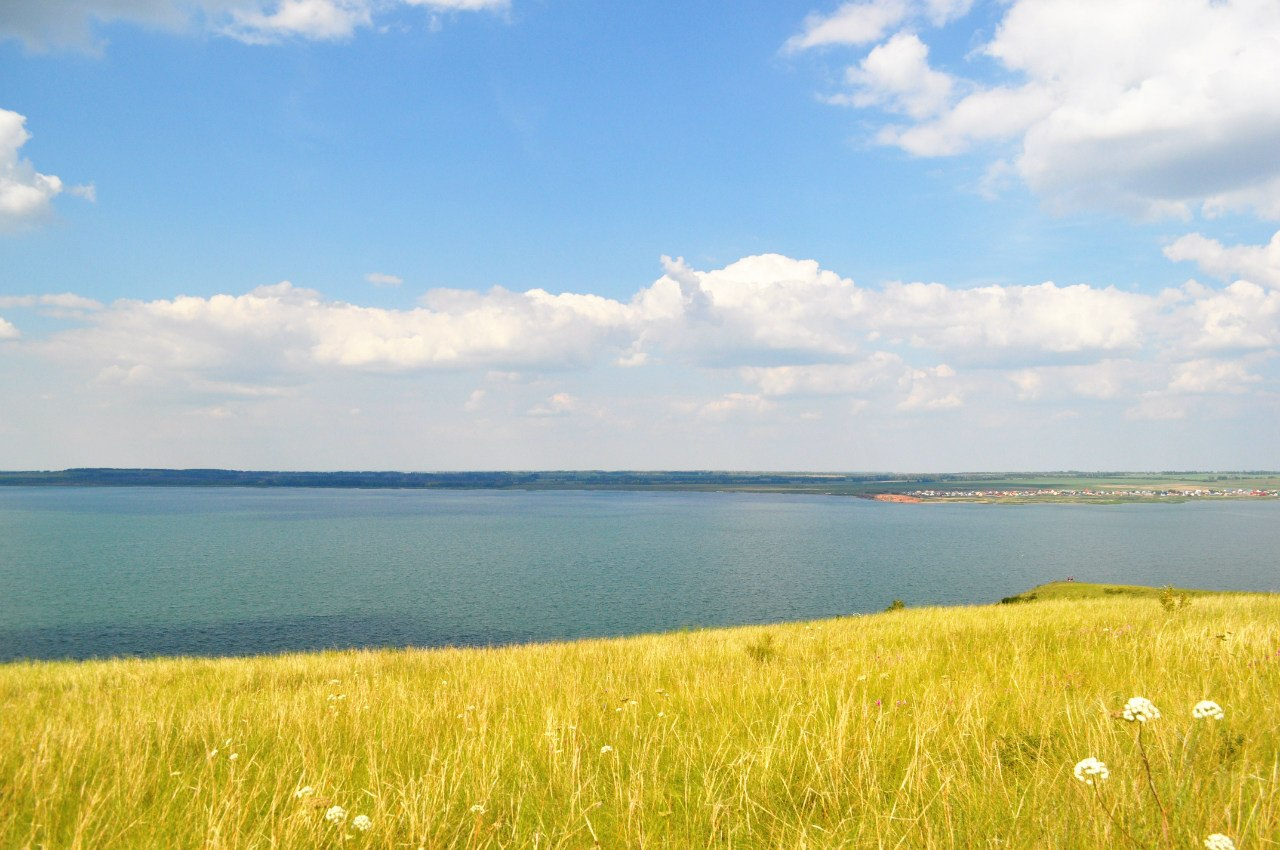
Llac Asylykül

Hi ha 2.700 llacs i embassaments a la república. Els principals llacs i embassaments inclouen:
- Llac Asylykül (23.5km 2 )
- Llac Qandrykül (15.6km 2 )
- Llac Urgun (12.0km 2 )
- Embassament de Pavlovskoye (120,0km 2 )
- Embassament de Nugushkoye (25.2km 2 )

### Muntanyes

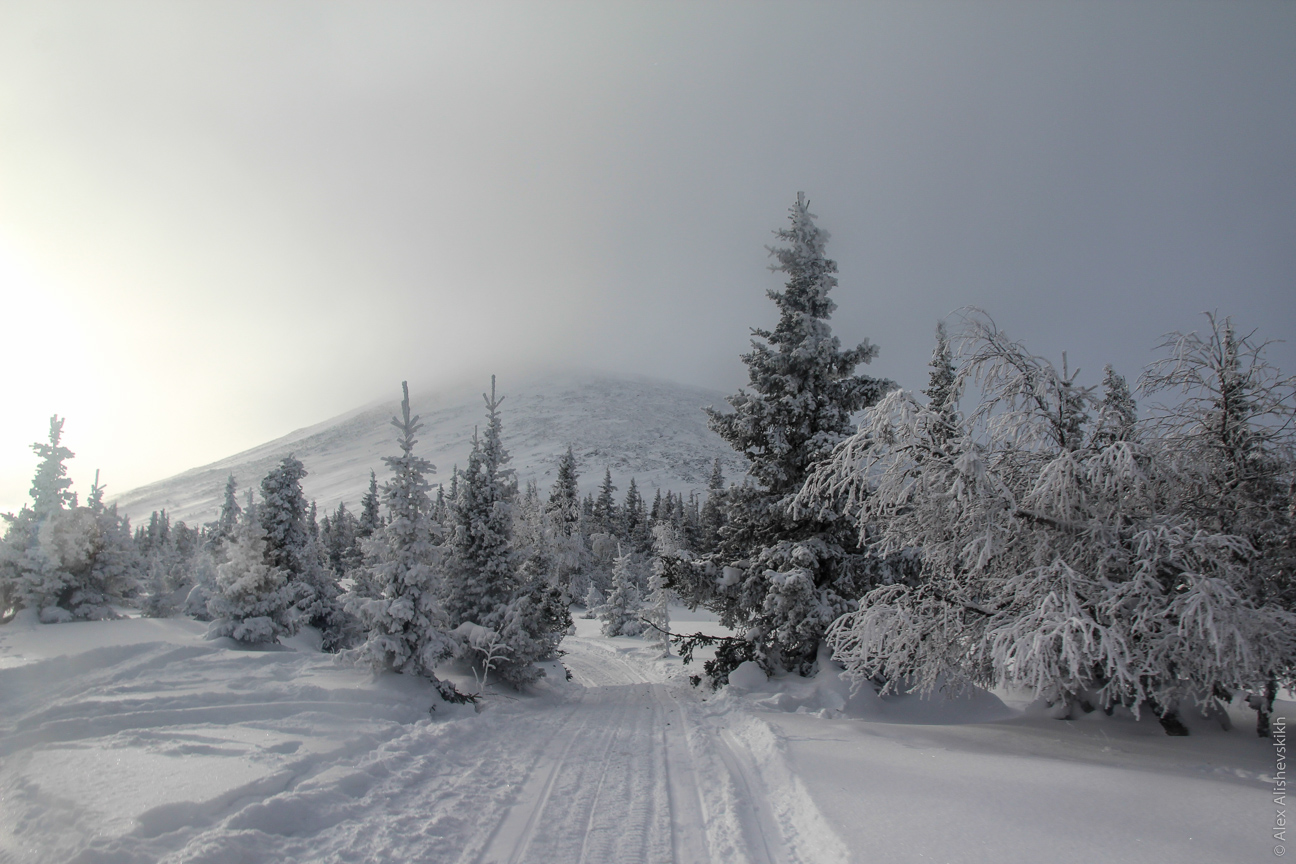
Muntanya Iremel

La República conté part dels Urals meridionals, que s'estenen des de la frontera nord fins a la frontera sud. Les muntanyes més altes inclouen:
- Mont Iamantau (1.638 m)
- Mont Bolxoi Iremel (1.582 m)
- Mont Mali Iremel (1.449 m)
- Mont Arwyakryaz (1.068 m)
- Mont Zilmerdaq (909 m)
- Mont Alataw (845 m)
- Mont Yurmataw (842 m)

### Recursos naturals

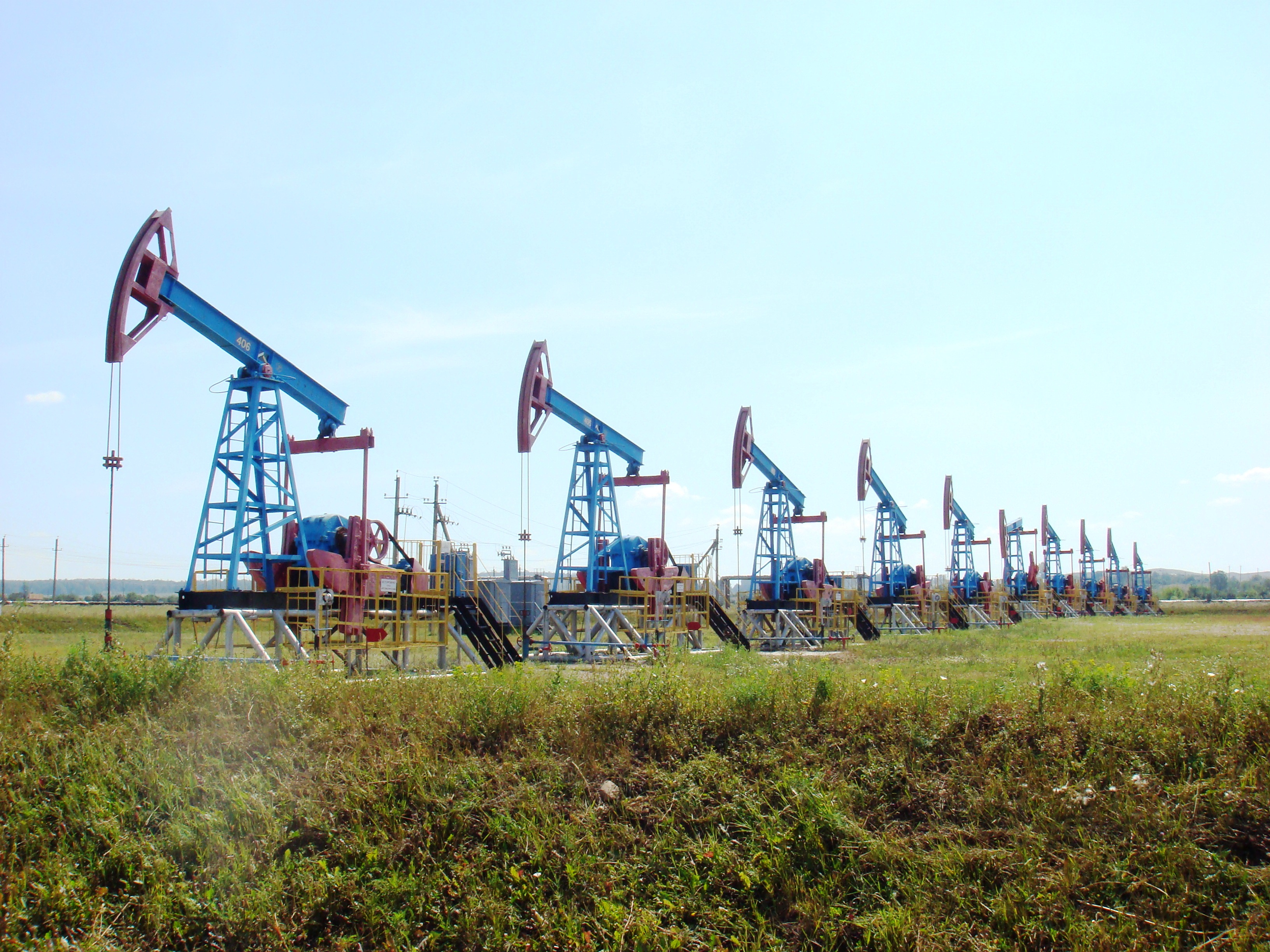
Bombes de petroli de Bashneft

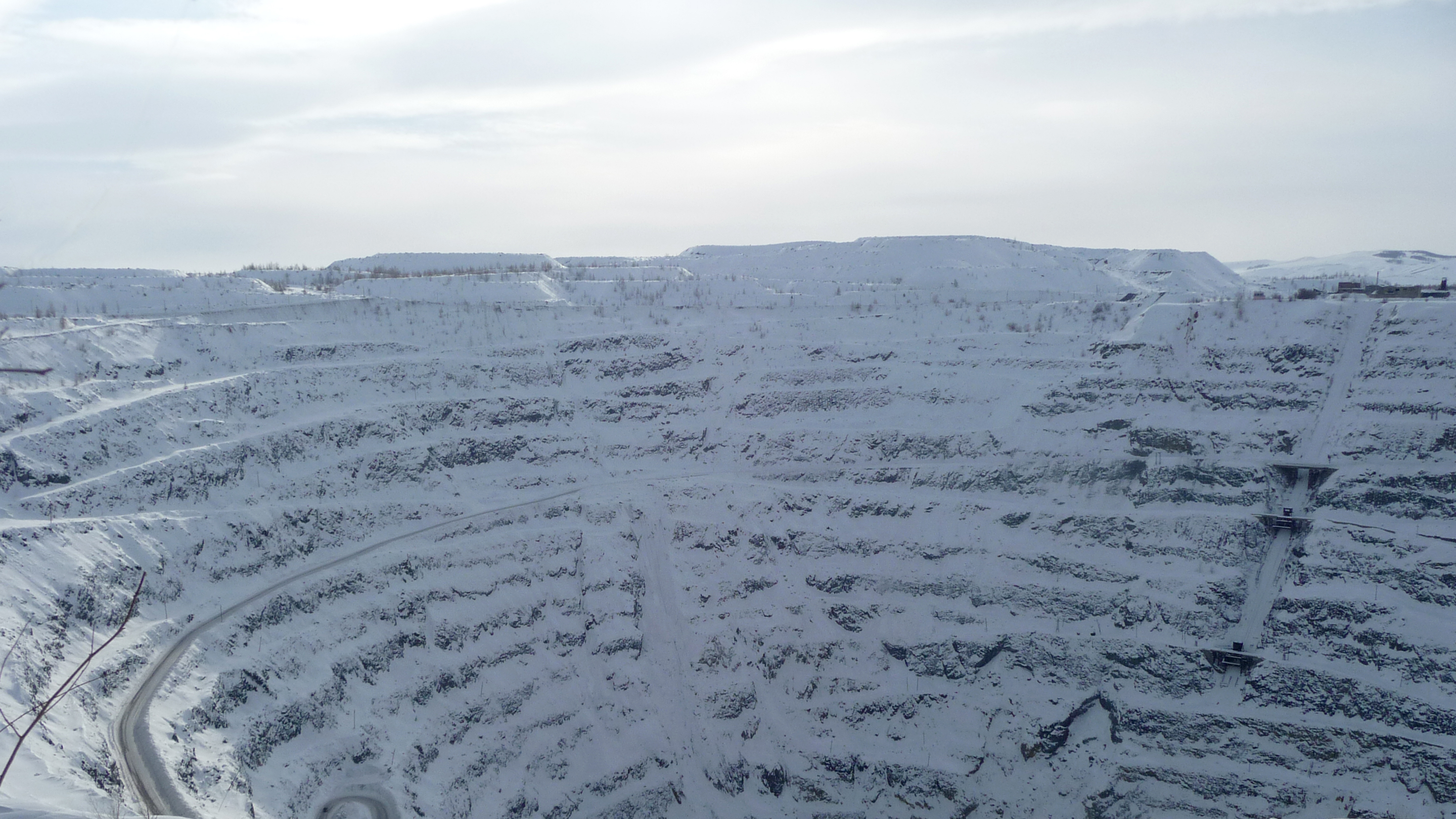
Pedrera prop de Sibai

La República de Baixkortostan és un dels territoris més rics de Rússia en recursos minerals, amb jaciments d'uns 3.000 recursos minerals. Baixkortostan és ric en reserves de petroli cru i és un dels principals centres d'extracció de petroli a la Federació Russa. Altres recursos importants són el gas natural, el carbó, minerals de metalls fèrrics, manganès, cromita, minerals de ferro, minerals de metalls no fèrrics (plom, tungstè), minerals no metàl·lics (cristall de roca, fluorita, Espat d'Islàndia, pirites de sulfur, barita, silicats, sílici, asbest i talc), dipòsits de pedres precioses i semiprecioses i pedres naturals (Malaquita, jade i granit).
La república disposa de recursos minerals suficients per proveir de matèries primeres el seu complex d'energia i combustible, així com les branques petroquímiques, químiques, agroindústries, metal·lúrgiques fèrriques i no fèrriques, vidre i ceràmica.
Baixkortostan és una de les principals seus de matèries primeres per a la metal·lúrgia no ferrosa de Rússia. La república té bons jaciments de lignit amb un alt grau de betum. Aquest lignit es pot utilitzar per obtenir una varietat de productes químics diferents, com resines, substàncies tensioactives, fertilitzants gomosos i altres estimulants per al creixement de les plantes. Les matèries primeres mineres i químiques (sal gema, calç, fosforites, barites, etc.) són bastant substancials i s'utilitzen en l'economia de la República.
Baixkortostan també és ric en boscos. El territori total cobert de boscos és d'uns 62,000 quilometres quadrats (24,000 sq mi). Més d'un terç del territori de la república està cobert de boscos. Predominen els següents tipus d'arbres: bedoll, coníferes, til·lers, roure i auró. L'estoc general de fusta segons la última avaluació és de 717,9milions de m3. Els boscos de Baixkortostan tenen santuaris i parcs nacionals especials.
Baixkortostan també és ric en fonts i fonts d'aigua mineral, medicinal i potable.
L'Edat Asseliana a l'inici del període Permià de temps geològic rep el nom del riu Assel al Baixkortostan.

### Clima
- Temperatura mitjana anual: +0,3 ℃ (muntanyes) a +2.8 ℃ (planes)
- Temperatura mitjana del gener: -16 ℃
- Temperatura mitjana del juliol: +18 ℃

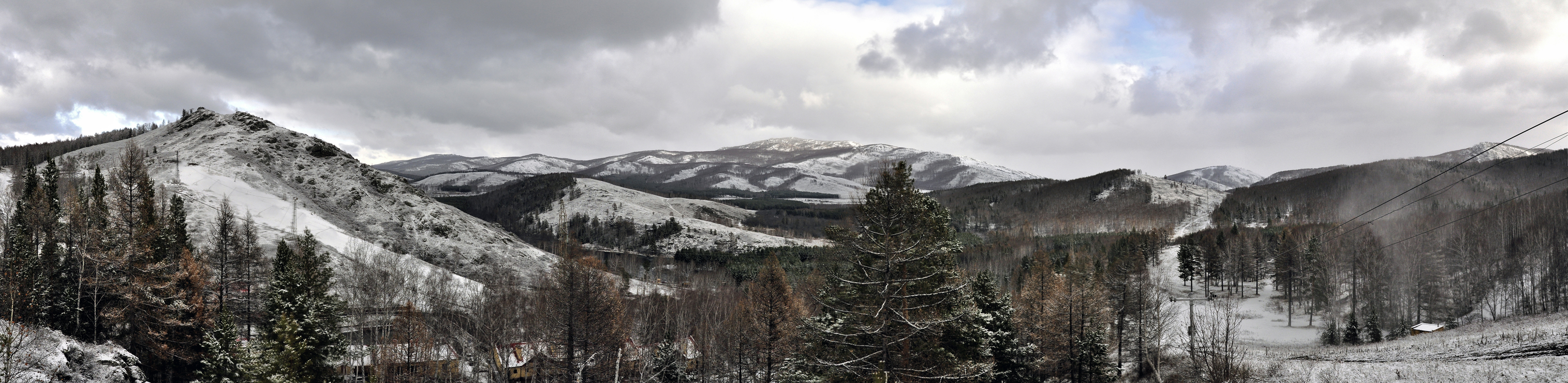
Estació d'esquí "Abzakovo" al Districte d'Abzelilovski.

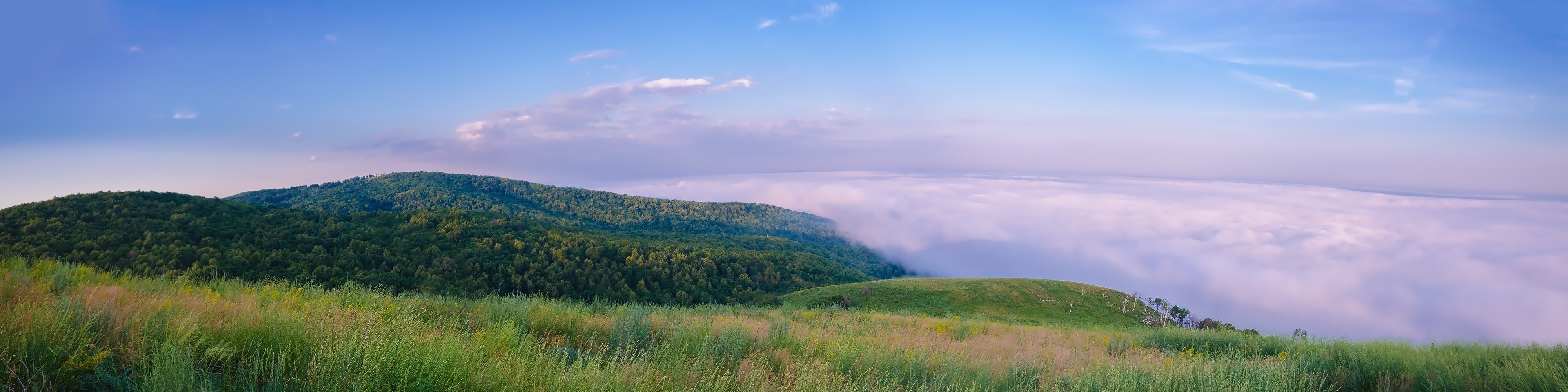
Boira matinal al Districte d'Ishimbauski

## Política

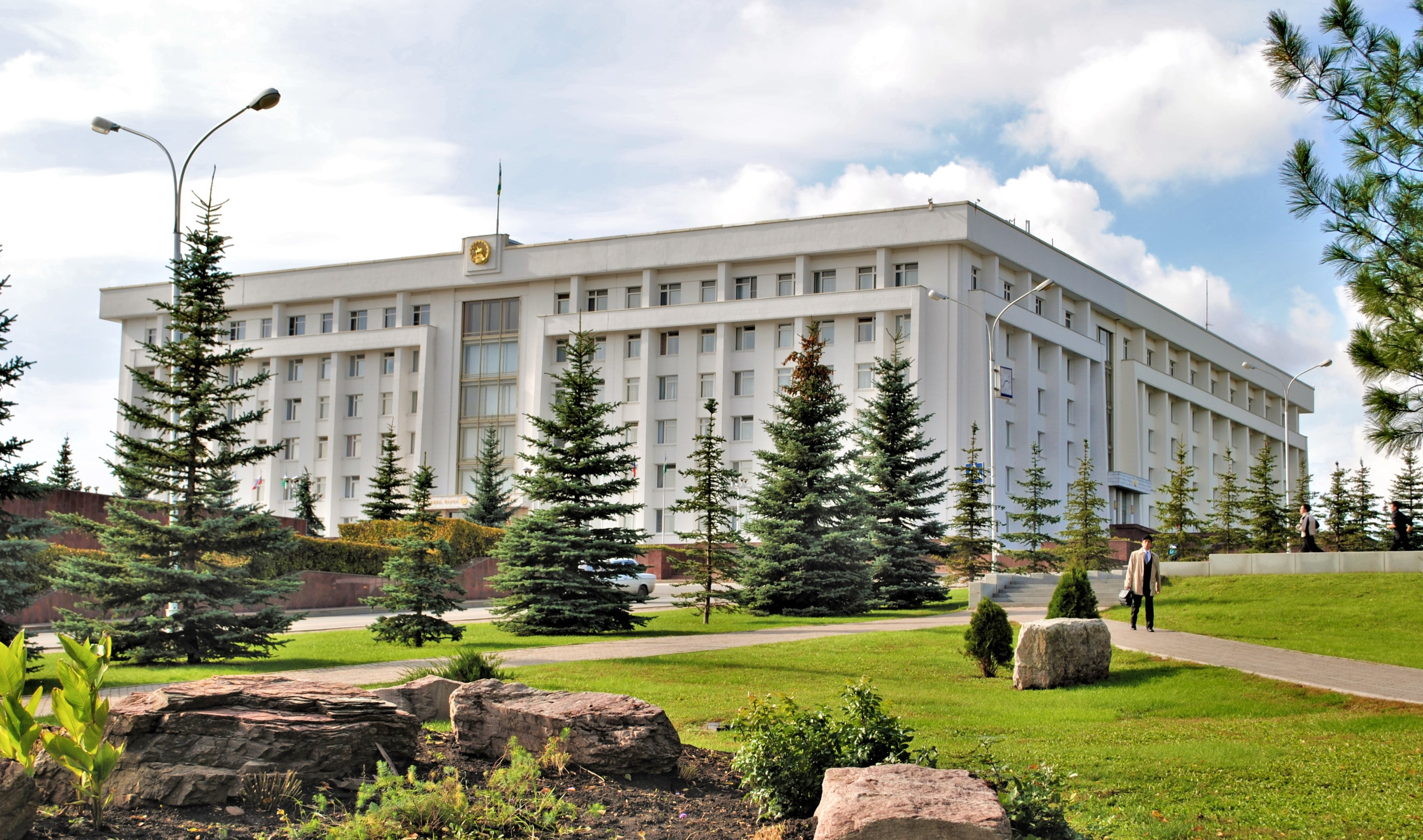
Edifici de Govern de la República també conegut com a Casa Blanca Baixkir

El cap del govern de la República de Baixkortostan és el Cap (abans de l'1 de gener de 2015 el títol s'anomenava "President"). Segons la Constitució, el cap de la República de Baixkortostan garanteix els drets i llibertats de la gent i els ciutadans del país, protegeix els interessos econòmics i polítics de la República de Baixkortostan i assegura la legitimitat, la llei i l'ordre dins del seu territori.
Des de l'11 d'octubre de 2018, el cap de la República de Bashkortostan és Radiy Khabirov . Va ser nomenat per primera vegada com a cap en funcions pel president rus Vladimir Putin. El 2019 va ser elegit oficialment després de guanyar el 82% dels vots a les eleccions a Cap de Bashkíria del 2019. El seu predecessor va ser Rustem Khamitov, que va ser el líder des del 19 de juliol de 2010. Va dimitir l'11 d'octubre de 2018 abans de les eleccions perquè va decidir personalment no presentar-se a la reelecció.
El parlament de la República és l'Assemblea Estatal—Kurultai, escollida popularment cada cinc anys. L'Assemblea estatal unicameral té 110 diputats.
La Constitució de la República de Baixkortostan va ser aprovada el 24 de desembre de 1993. L'article primer de la Constitució estableix que el Baixkortostan és un estat sobirà dins de Rússia, té el poder estatal més enllà dels límits d'autoritat de la Federació Russa i els poders de la Federació de Rússia pel que fa a l'aspecte de l'autoritat conjunta de la Federació de Rússia i la República de Baixkortostan. La República de Baixkortostan és un subjecte de ple dret de la Federació Russa sobre les bases acordades constitucionalment.
Les relacions de la República de Baixkortostan i la Federació de Rússia es basen actualment en els articles de la Constitució de la Federació de Rússia, la Constitució de la República de Baixkortostan, el Tractat Federatiu (amb esmenes), l'Acord sobre la separació d'autoritats i poders i la delegació mútua de poders entre els òrgans del poder estatal de la República de Baixkortostan.
El poder judicial de la república està en mans del Tribunal Constitucional del Baixkortostan, el Tribunal Suprem, el Tribunal d'Apel·lació, els tribunals de districte i els jutges de pau.
D'acord amb els principis universalment reconeguts del dret internacional, els articles de la Carta Europea de l'Autogovern Local i la Constitució de la Federació Russa, la República de Baixkortostan garanteix a la seva Constitució que l'autonomia local sigui reconeguda i garantida dins el territori de la república.
La República de Baixkortostan resol tots els problemes d'estructura administrativa i territorial per si mateixa. La llista de districtes i ciutats, municipis, així com l'ordre d'establir, modificar i canviar les fronteres dels municipis i els seus noms, estan estipulades per la llei de la República del Baixkortostan "Sobre l'estructura administrativa i territorial de la República de Bashkortostan i el territori dels municipis".
L'estat té forts vincles econòmics i culturals amb el seu veí occidental, la República del Tatarstan.

## Economia

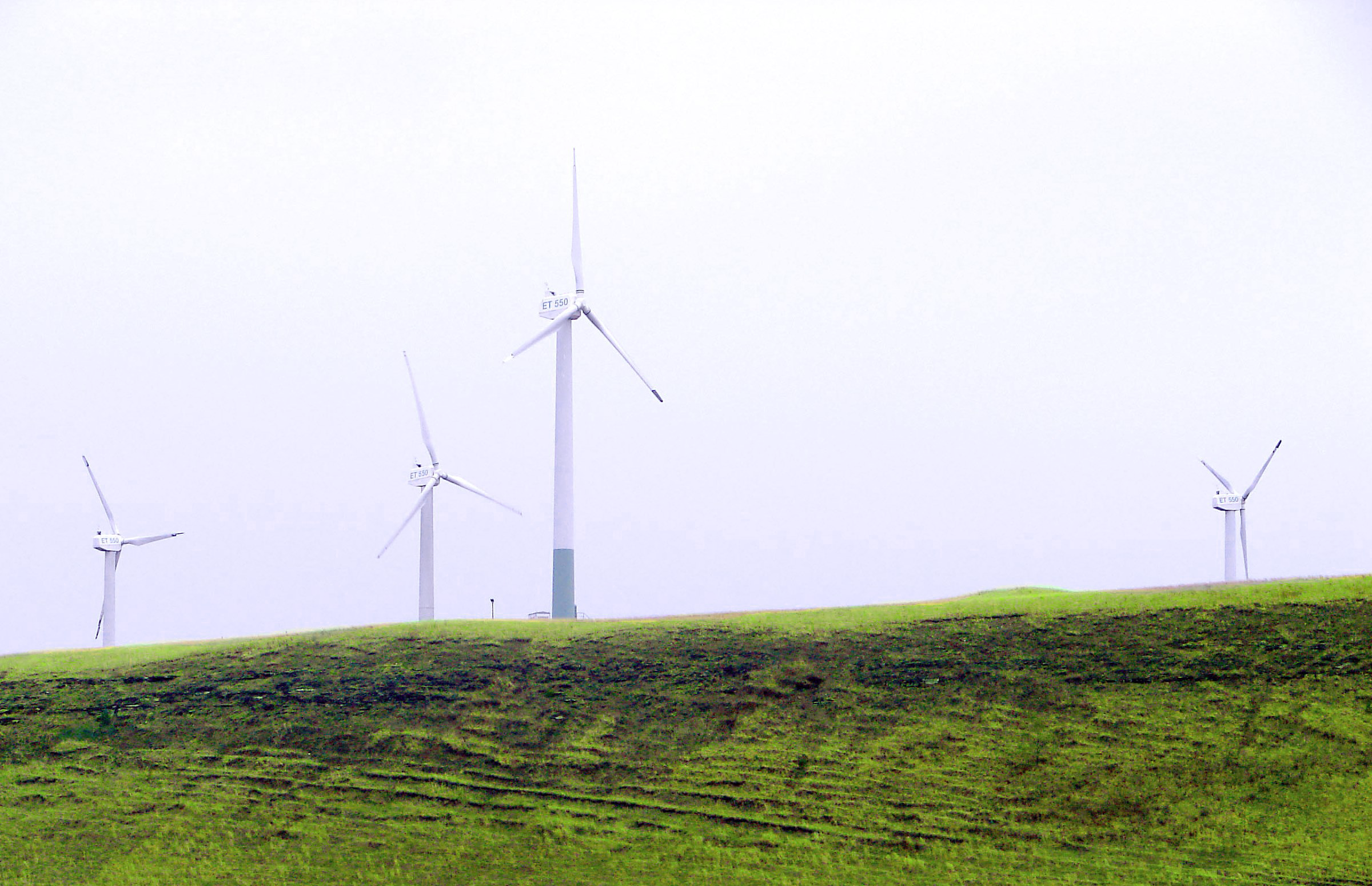
Parc eòlic de Tiupkildi

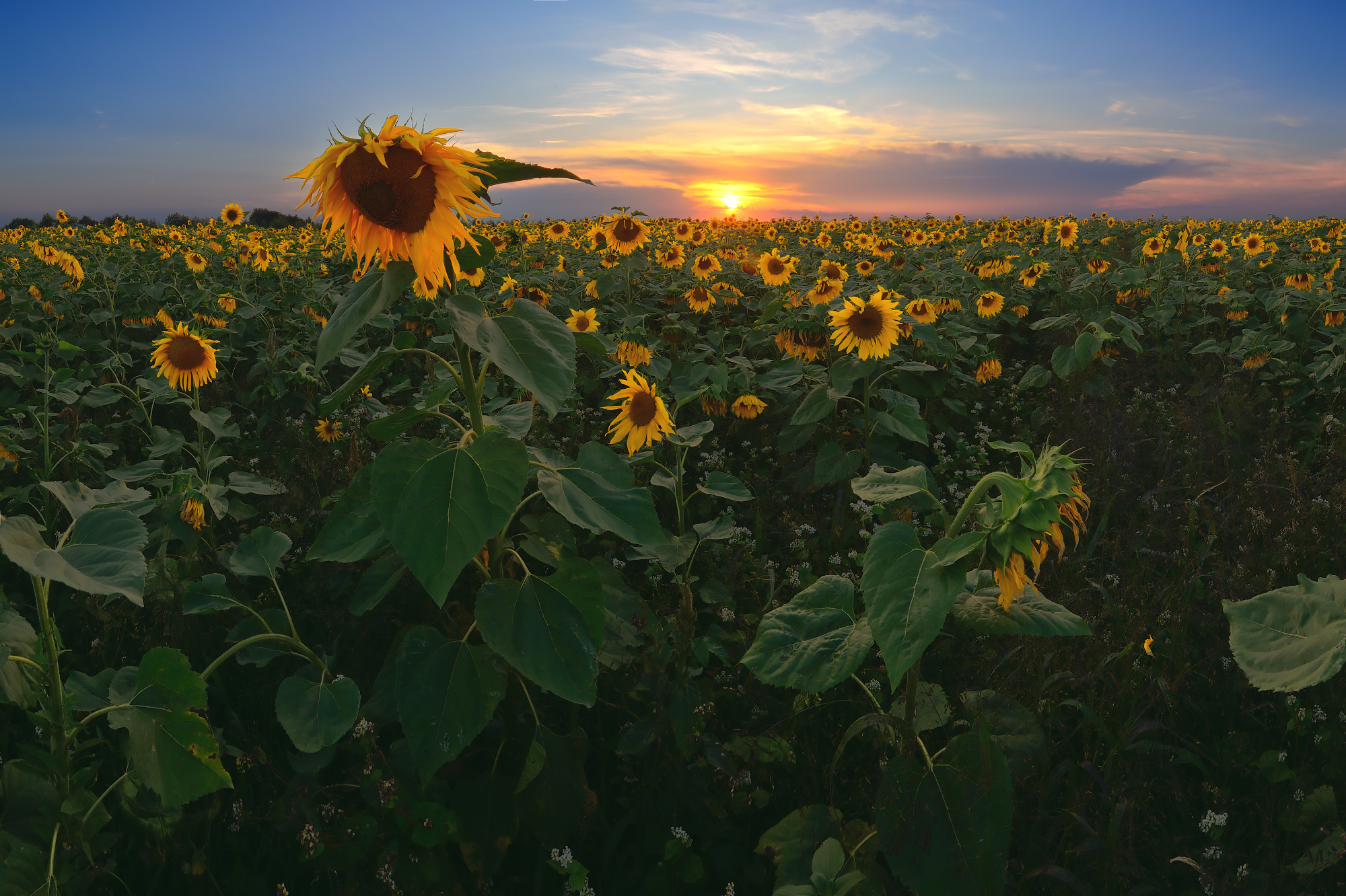
Camp de gira-sols al districte d'Ishimbaiski. Baixkortostan té una agricultura altament desenvolupada

Baixkortostan és una de les regions més desenvolupades de la Federació Russa pel que fa a la seva producció interregional, el volum de producció industrial, la producció agrícola i la inversió en actius fixos.
Les empreses més grans de la regió inclouen Bashneft (ingressos de 9.57 milions de dòlars el 2017), Ufa Engine Industrial Association (part de United Engine Corporation ; 1.26 milions de dòlars), Peton Holding (1.04 milions de dòlars), Bashkhim (857 milions de dòlars), Ufaorgsintez (473.07 milions de dòlars), i la Fàbrica de ferro i acer de Beloretsk (409.65 milions de dòlars).
L'extracció de petroli cru a Baixkiria va començar el 1932. A finals de 1943 es van descobrir grans jaciments de cru. Durant la Gran Guerra Patriòtica de 1941 a 1945, Baixkíria es va convertir en una de les principals regions de la Unió Soviètica per acollir plantes i fàbriques evacuades de la Rússia Occidental, així com grans masses de persones, alhora que proporcionava al país armament, combustible i aliments. Després de la guerra, una sèrie d'indústries es van desenvolupar encara més a Baixkiria, com ara la mineria (mines de coure Bakr-Tay i Blyavinsky ), la construcció de màquines i (especialment) la refinació del petroli. La indústria de Baixkíria es va convertir en una base sòlida per al creixement econòmic de tots els territoris perifèrics europeus de Rússia.
L'economia de Baixkortostan, sent un dels centres industrials més grans de Rússia, és molt diversa. Baixkortostan té un gran sector agrícola. Però la indústria més important de la república és el processament químic; Baixkortostan produeix més petroli que qualsevol altra regió de Rússia, uns 26 milions de tones anuals, i proporciona el 17% de la gasolina del país i el 15% del dièsel. Altres productes importants fabricats a Baixkortostan inclouen alcohols, pesticides i plàstics.
Baixkortostan es troba entre els líders en desenvolupament immobiliari, va desenvolupar la indústria de l'energia elèctrica i el turisme.
Segons Forbes, Ufà és la millor ciutat de Rússia per a negocis entre les ciutats amb una població de més d'un milió d'habitants (2013).

### Estructura del PIB Regional
Estructura del PIB del Baixkortostan per al 2013.
| Sector                                | %    |
| ------------------------------------- | ---- |
| Fabricació                            | 36.2 |
| Comerç a l'engròs i al detall         | 16.7 |
| Transports i comunicacions            | 7.3  |
| Transaccions immobiliàries            | 7    |
| Construcció                           | 6.9  |
| Agricultura                           | 6.5  |
| Educació                              | 4.1  |
| Sanitat i serveis socials             | 4.1  |
| Gestió estatal i assegurances socials | 3.8  |
| Mineria                               | 2.8  |
| Producció d'electricitat, gas, aigua  | 2.4  |
| Hotels i restaurants                  | 1.1  |
| Altres                                | 1.1  |

## Turisme

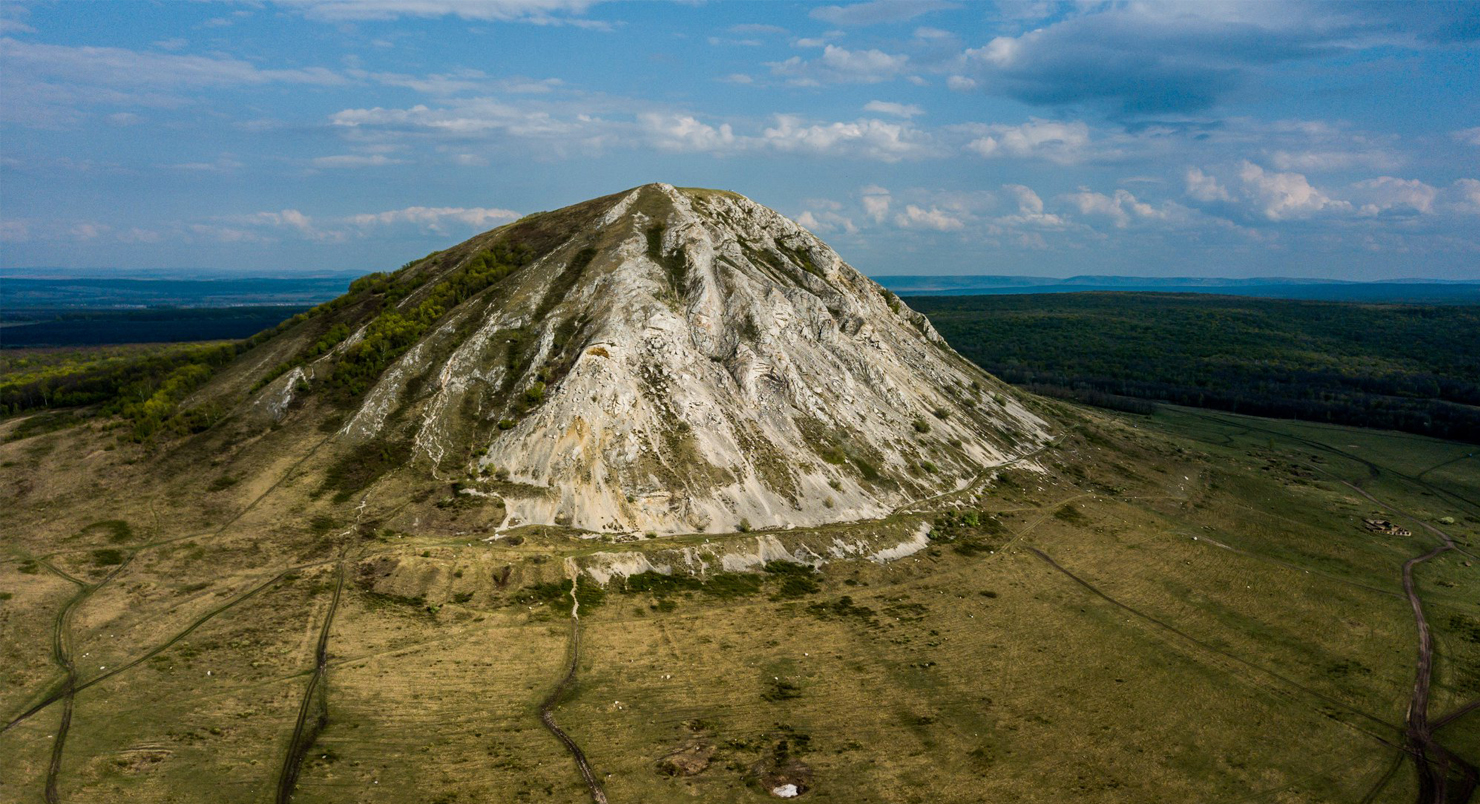
Geoparc Toratau

El desenvolupament del turisme al Baixkortostan està regulat per les principals disposicions del govern baixkir, els documents reglamentaris i legals de la Federació Russa, així com el "Concepte per al desenvolupament de clústers turístics i recreatius a la República de Bashkortostan fins al 2030". Avui en dia, es continua treballant per desenvolupar el turisme i l'hostaleria al territori del clúster turístic i recreatiu "Nord-est" de la República de Baixkortostan sobre la base de la innovadora infraestructura científica, educativa i industrial del Geoparc "Iangan-Tau". ". El desenvolupament del turisme i l'hostaleria és possible a partir d'un centre multidisciplinari multifuncional basat en els geoparcs Iangan-Tau i Toratau. El Geoparc Iangan-Tau es va crear a Baixkiria el 18 d'octubre de 2017; és l'únic entre els països de la CEI que està inclòs a la xarxa de geoparcs mundials de la UNESCO. "Toratau" va ser creat pel decret del cap de la regió el desembre de 2018. Aleshores, les autoritats van anunciar que el Geoparc podria formar part de la xarxa de la UNESCO, i actualment s'està preparant un dossier de candidatura.

## Demografia

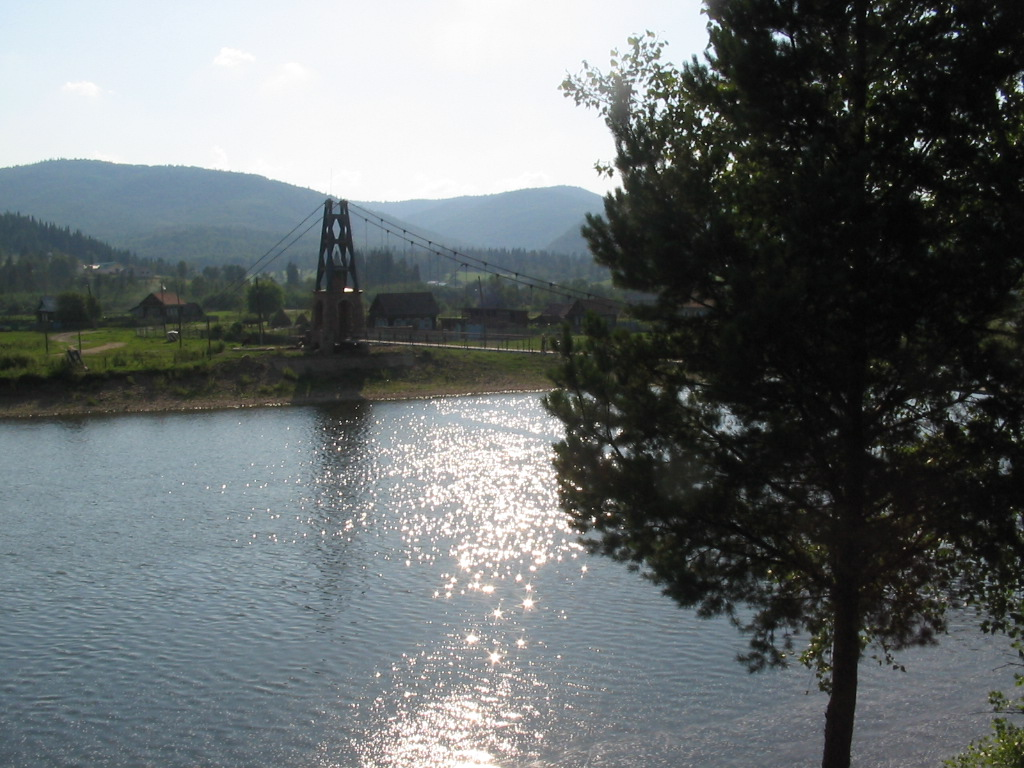
Poble Baixkir al riu Inzer.

### Desenvolupament de la població

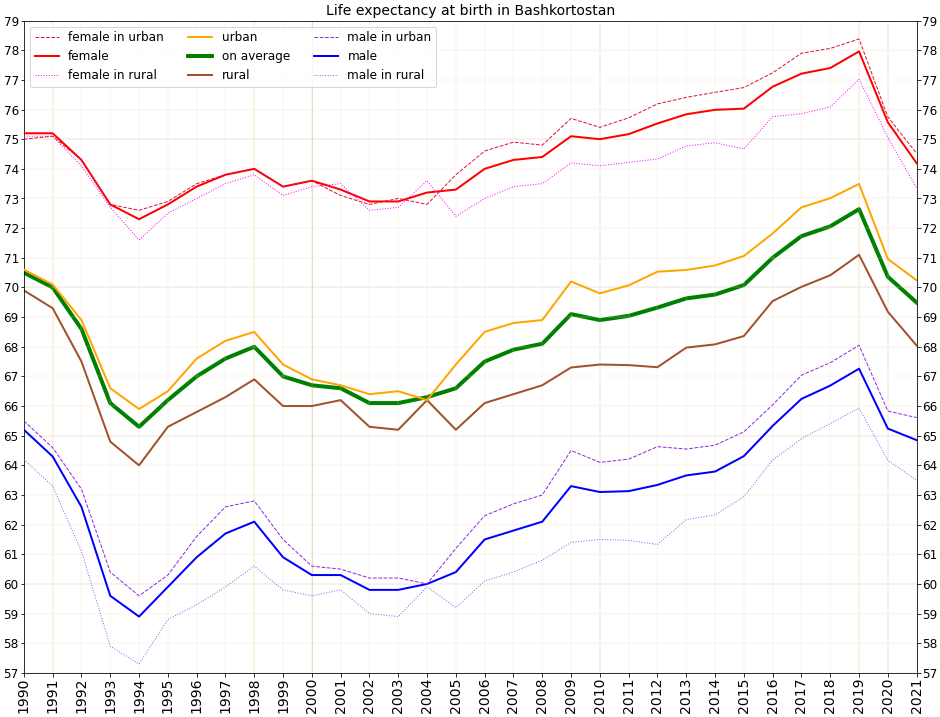
Esperança de vida al néixer al Baixkortostan

| Any  | Població  |
| ---- | --------- |
| 1897 | 1.991.000 |
| 1913 | 2.811.000 |
| 1926 | 2.547.000 |
| 1939 | 3.158.000 |
| 1959 | 3.340.000 |
| 1970 | 3.818.000 |
| 1979 | 3.849.000 |
| 1989 | 3.950.482 |
| 2002 | 4.104.336 |
| 2010 | 4.072.292 |
| 2021 | 4.091.423 |

### Estadístiques vitals
Font: Servei d'Estadística de l'Estat Federal de Rússia Arxivat April 12, 2008, a Wayback Machine.
|      | Població Mitjana (x 1000) | Naixements | Morts  | Canvi natural | Taxa bruta de natalitat (per 1000) | Taxa bruta de mortalitat (per 1000) | Canvi natural (per 1000) | Total Taxa de Fertilitat |
| ---- | ------------------------- | ---------- | ------ | ------------- | ---------------------------------- | ----------------------------------- | ------------------------ | ------------------------ |
| 1970 | 3,817                     | 63,498     | 28,004 | 35,494        | 16.6                               | 7.3                                 | 9.3                      |                          |
| 1975 | 3,825                     | 63,096     | 31,802 | 31,294        | 16.5                               | 8.3                                 | 8.2                      |                          |
| 1980 | 3,850                     | 67,743     | 36,067 | 31,676        | 17.6                               | 9.4                                 | 8.2                      |                          |
| 1985 | 3,868                     | 76,839     | 39,101 | 37,738        | 19.9                               | 10.1                                | 9.8                      |                          |
| 1990 | 3,952                     | 63,899     | 38,157 | 25,742        | 16.2                               | 9.7                                 | 6.5                      |                          |
| 1991 | 3,975                     | 58,240     | 39,638 | 18,602        | 14.7                               | 10.0                                | 4.7                      |                          |
| 1992 | 4,005                     | 53,271     | 43,539 | 9,732         | 13.3                               | 10.9                                | 2.4                      |                          |
| 1993 | 4,030                     | 46,772     | 50,738 | -3,966        | 11.6                               | 12.6                                | -1.0                     |                          |
| 1994 | 4,050                     | 47,296     | 54,267 | -6,971        | 11.7                               | 13.4                                | -1.7                     |                          |
| 1995 | 4,074                     | 45,622     | 51,734 | -6,112        | 11.2                               | 12.7                                | -1.5                     |                          |
| 1996 | 4,091                     | 45,228     | 49,600 | -4,372        | 11.1                               | 12.1                                | -1.1                     |                          |
| 1997 | 4,103                     | 43,776     | 49,354 | -5,578        | 10.7                               | 12.0                                | -1.4                     |                          |
| 1998 | 4,113                     | 44,465     | 48,470 | -4,005        | 10.8                               | 11.8                                | -1.0                     |                          |
| 1999 | 4,119                     | 41,368     | 52,608 | -11,240       | 10.0                               | 12.8                                | -2.7                     |                          |
| 2000 | 4,117                     | 41,642     | 53,550 | -11,908       | 10.1                               | 13.0                                | -2.9                     |                          |
| 2001 | 4,112                     | 42,793     | 55,001 | -12,208       | 10.4                               | 13.4                                | -3.0                     |                          |
| 2002 | 4,104                     | 45,481     | 57,836 | -12,355       | 11.1                               | 14.1                                | -3.0                     |                          |
| 2003 | 4,095                     | 45,583     | 58,237 | -12,654       | 11.1                               | 14.2                                | -3.1                     |                          |
| 2004 | 4,084                     | 45,733     | 57,726 | -11,993       | 11.2                               | 14.1                                | -2.9                     |                          |
| 2005 | 4,074                     | 44,094     | 57,787 | -13,693       | 10.8                               | 14.2                                | -3.4                     |                          |
| 2006 | 4,064                     | 45,055     | 55,319 | -10,264       | 11.1                               | 13.6                                | -2.5                     |                          |
| 2007 | 4,060                     | 51,453     | 55,144 | -3,691        | 12.7                               | 13.6                                | -0.9                     |                          |
| 2008 | 4,059                     | 54,493     | 55,568 | -1,075        | 13.4                               | 13.7                                | -0.3                     |                          |
| 2009 | 4,062                     | 55,587     | 53,227 | 2,360         | 13.7                               | 13.1                                | 0.6                      | 1,74                     |
| 2010 | 4,067                     | 57,093     | 54,457 | 2,636         | 14.0                               | 13.4                                | 0.6                      | 1,77                     |
| 2011 | 4,072                     | 55,806     | 54,432 | 1,374         | 13.7                               | 13.4                                | 0.3                      | 1,74                     |
| 2012 | 4,064                     | 59,180     | 53,624 | 5,556         | 14.6                               | 13.2                                | 1.4                      | 1.86                     |
| 2013 | 4,065                     | 59,260     | 53,346 | 5,914         | 14.6                               | 13.1                                | 1.5                      | 1.89                     |
| 2014 | 4,071                     | 60,239     | 53,509 | 6,730         | 14.8                               | 13.1                                | 1.7                      | 1.95                     |
| 2015 | 4,072                     | 59,196     | 54,107 | 5,087         | 14.5                               | 13.3                                | 1.2                      | 1.94                     |
| 2016 | 4,069                     | 55,708     | 52,283 | 3,425         | 13.7                               | 12.8                                | 0.9                      | 1.86                     |
| 2017 | 4 065                     | 49,260     | 50,261 | -1,001        | 12.1                               | 12.3                                | -0.2                     | 1.70                     |
| 2018 |                           | 47,044     | 50,473 | -3,429        | 11.6                               | 12.4                                | -0.8                     | 1.65                     |
| 2019 |                           | 42,031     | 49,195 | -7,164        | 10.4                               | 12.2                                | -1.8                     | 1.51                     |
| 2020 |                           | 41,043     | 60,211 | -19,168       | 10.2                               | 15.0                                | -4.8                     | 1.52                     |

Nota: font de la taxa de fecunditat total.

### Grups ètnics
Els Baixkirs com a poble indígena (autòcton) del Baixkortostan tenen el dret únic a l'autodeterminació. Segons el cens de 2021, la composició ètnica era:
- Russos 37,5%
- Baixkirs 31,5%
- Tàtars 24,2%
- Mari 2,1%
- Txuvaixos 2,0%
- Udmurts 0,4%
- Ucraïnesos 0,4%

| Grup Ètnic | Cens del 1920 | Cens del 1920 | Cens del 1926 | Cens del 1926 | Cens del 1939 | Cens del 1939 | Cens del 1959 | Cens del 1959 | Cens del 1970 | Cens del 1970 | Cens del 1979 | Cens del 1979 | Cens del 1989 | Cens del 1989 | Cens del 2002 | Cens del 2002 | Cens del 2010 | Cens del 2010 | Cens del 20211 | Cens del 20211 |
| Grup Ètnic | Nombre        | %             | Nombre        | %             | Nombre        | %             | Nombre        | %             | Nombre        | %             | Nombre        | %             | Nombre        | %             | Nombre        | %             | Nombre        | %             | Nombre         | %              |
| --- | ------------- | ------------- | ------------- | ------------- | ------------- | ------------- | ------------- | ------------- | ------------- | ------------- | ------------- | ------------- | ------------- | ------------- | ------------- | ------------- | ------------- | ------------- | -------------- | -------------- |
| Baixkirs | 807,213       | 40.13%        | 625,845       | 23.5%         | 671,188       | 21.2%         | 737,744       | 22.1%         | 892,248       | 23.4%         | 935,880       | 24.3%         | 863,808       | 21.9%         | 1,221,302     | 29.8%         | 1,172,287     | 29.5%         | 1,268,806      | 31.5%          |
| Russos | 794,131       | 39.48%        | 1,064,707     | 39.9%         | 1,281,347     | 40.6%         | 1,418,147     | 42.4%         | 1,546,304     | 40.5%         | 1,547,893     | 40.3%         | 1,548,291     | 39.3%         | 1,490,715     | 36.3%         | 1,432,906     | 36.1%         | 1,509,246      | 37.5%          |
| Tàtars | 103,928       | 5.17%         | 461,871       | 17.3%         | 777,230       | 24.6%         | 768,566       | 23.0%         | 944,505       | 24.7%         | 940,436       | 24.5%         | 1,120,702     | 28.4%         | 990,702       | 24.1%         | 1,009,295     | 25.4%         | 974,533        | 24.2%          |
| Mari | 84,809        | 4.22%         | 79,298        | 3.0%          | 90,163        | 2.9%          | 93,902        | 2.8%          | 109,638       | 2.9%          | 106,793       | 2.8%          | 105,768       | 2.7%          | 105,829       | 2.6%          | 103,658       | 2.6%          | 84,988         | 2.1%           |
| Txuvaixos | 47,929        | 2.38%         | 84,886        | 3.2%          | 106,892       | 3.4%          | 109,970       | 3.3%          | 126,638       | 3.3%          | 122,344       | 3.2%          | 118,509       | 3.0%          | 117,317       | 2.9%          | 107,450       | 2.7%          | 79,950         | 2.0%           |
| Udmurts | 23,907        | 1.32%         | 23,256        | 0.9%          | 25,103        | 0.8%          | 25,388        | 0.8%          | 27,918        | 0.7%          | 25,906        | 0.7%          | 23,696        | 0.6%          | 22,625        | 0.6%          | 21,477        | 0.5%          | 17,149         | 0.4%           |
| Ucraïnesos | 57,024        | 2.84%         | 76,710        | 2.9%          | 99,289        | 3.1%          | 83,594        | 2.5%          | 76,005        | 2.0%          | 75,571        | 2.0%          | 74,990        | 1.9%          | 55,249        | 1.3%          | 39,875        | 1.0%          | 14,876         | 0.4%           |
| Altres | 5,103         | 0.12%         | 249,263       | 9.3%          | 107,757       | 3.4%          | 104,298       | 3.1%          | 94,819        | 2.5%          | 87,445        | 2.3%          | 87,349        | 2.2%          | 96,231        | 2.3%          | 87,772        | 2.2%          | 75,819         | 1.9%           |
| 1 66.056 persones estaven registrades a partir de les bases de dades administratives, i no podien declarar una ètnia. S'estima que la proporció d'ètnies d'aquest grup és la mateixa que la del grup declarat. |               |               |               |               |               |               |               |               |               |               |               |               |               |               |               |               |               |               |                |                |

### Idiomes
Segons el cens de 2021, els idiomes parlats a la regió son: rus (97%), baixkir (23%) i tàtar (20%).

### Religió

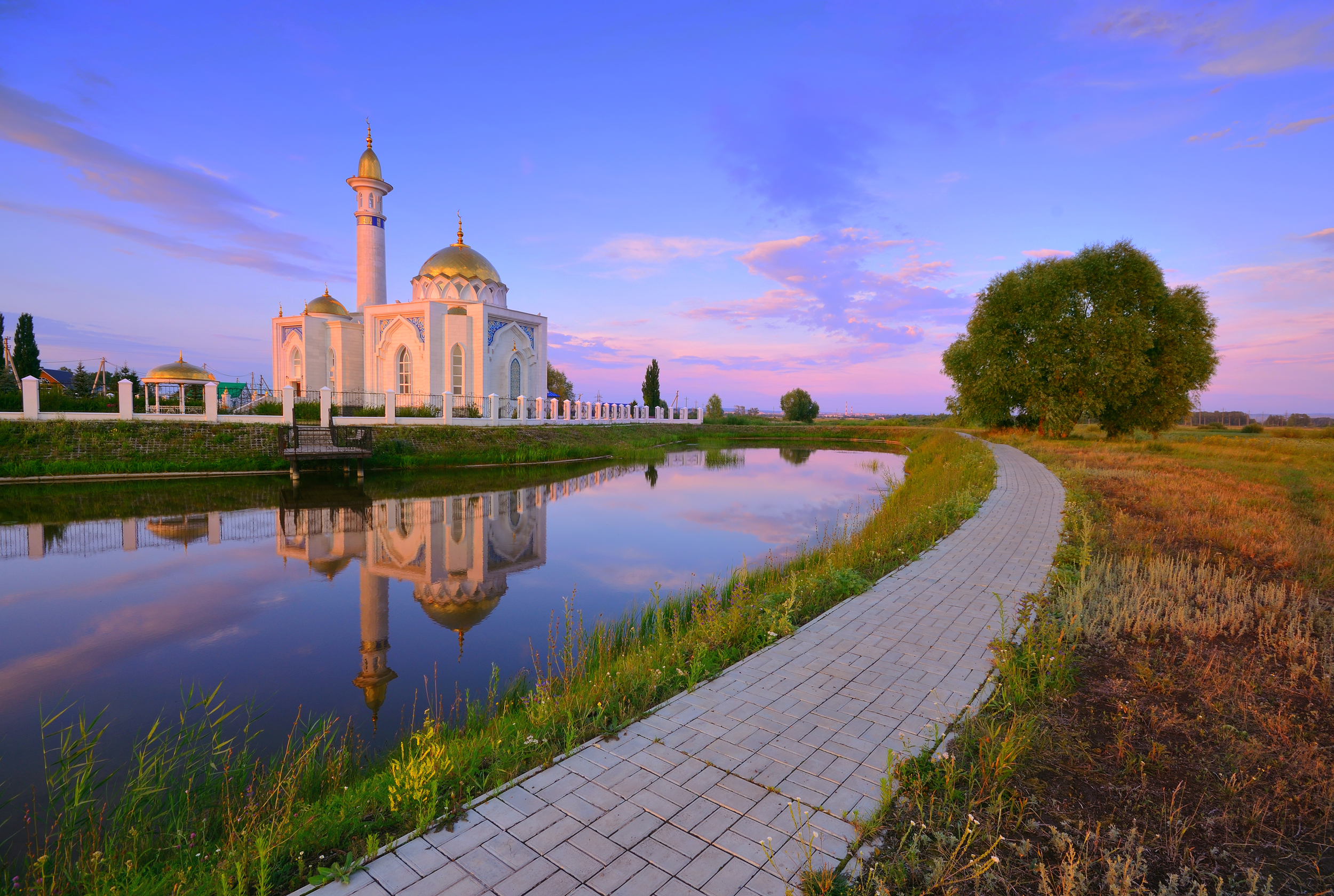
Mesquita Sufia prop de Salavat.

L'islam és adherit per la majoria de la població de la nació d'origen Bashkir i tàtar. Els musulmans del Baixkortostan segueixen l'escola sunnita hanafita de dret islàmic.
La majoria dels russos, els txuvaixos i els ucraïnesos ètnics són cristians ortodoxos. La majoria de Maris són pagans. Les persones no religioses formen una part substancial de qualsevol grup ètnic a Baixkortostan. Hi ha 13.000 jueus a la república, amb una sinagoga històrica a Ufà, i un nou centre comunitari jueu construït el 2008.
A data de 2010, hi havia més de 1.000 mesquites al Baixkortostan, 200 esglésies ortodoxes i 60 edificis religiosos d'altres confessions.

### Educació

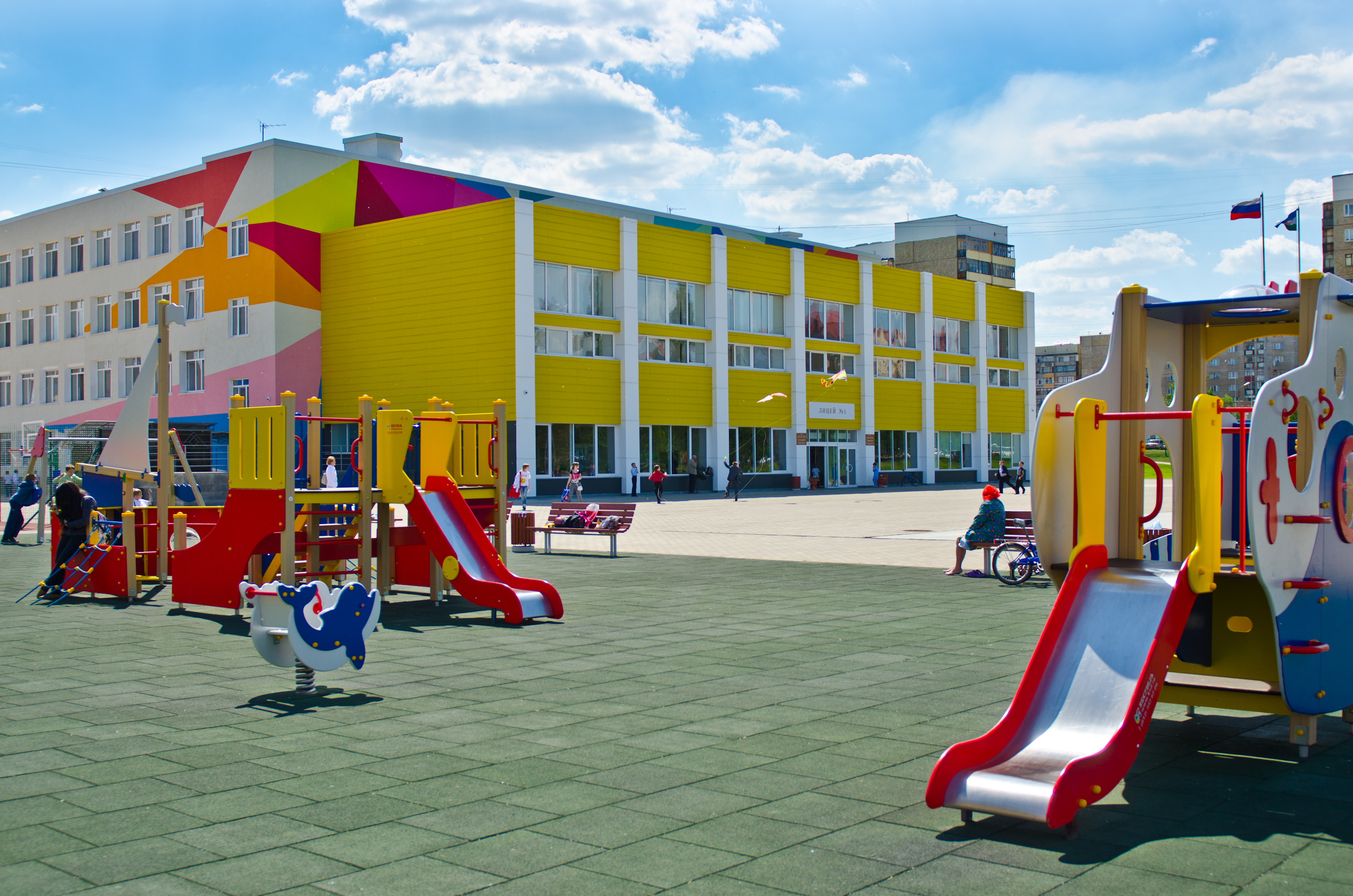
Escola de Salavat

Una seixantena d'organitzacions científiques són actives a la república. La investigació científica fonamental i aplicada està en curs a dotze instituts de l'Acadèmia de Ciències de Rússia, vint-i-nou instituts de diferents branques de la indústria, així com nombroses oficines i organitzacions de disseny, universitats i col·legis.
El sistema d'educació popular del país va prendre forma al llarg de molts segles i reflecteix el folklore, els costums nacionals i les tradicions del poble Baixkir. Quan l'islam es va estendre a Baixlkiria al segle x, va començar a sorgir gradualment un sistema educatiu: principalment escoles religioses funcionaven sota la supervisió de les mesquites (maktabeh i madrassa).
A més, moltes institucions d'educació superior operen a la república, incloses les sucursals de 16 universitats i col·legis russos importants. Els especialistes es graduen amb titulacions en uns 200 oficis i professions.
L'educació es fa principalment en rus i en Baixkir.

## Cultura

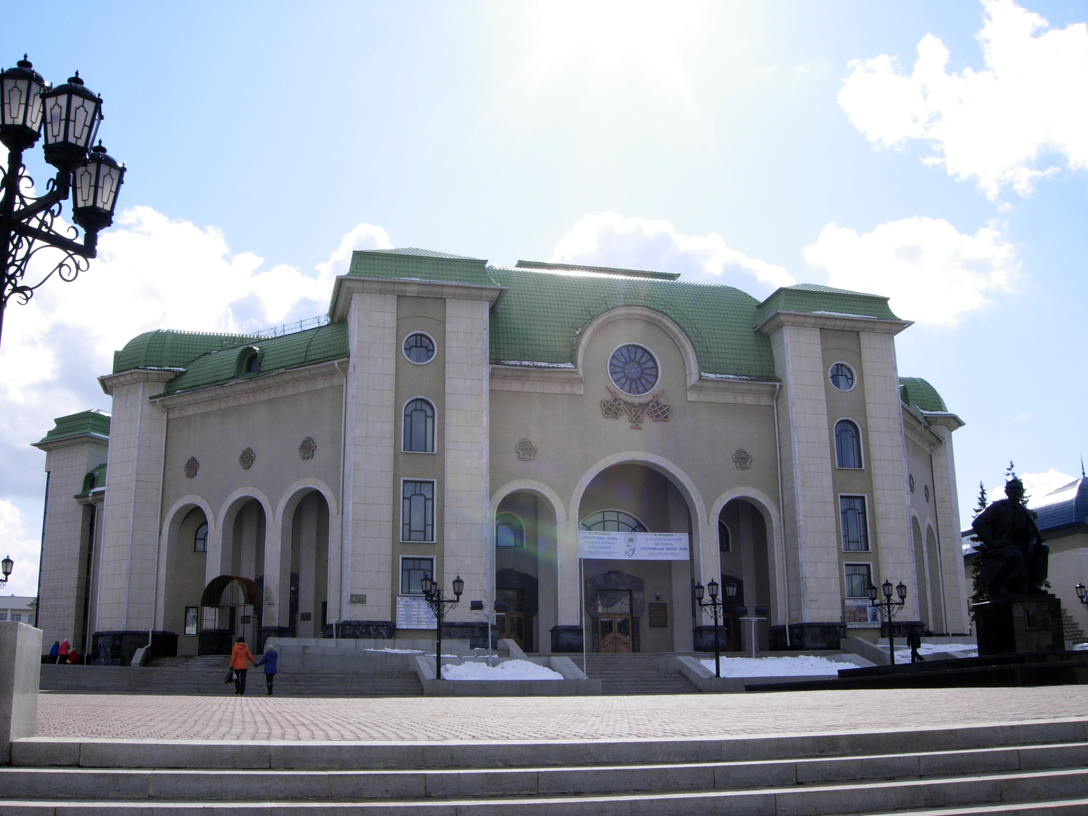
Teatre Acadèmic Estatal Baixkir de Drama a Ufa.

Baixkortostan és la llar de companyies de cançons i dansa, una xarxa de teatres nacionals, museus i biblioteques, i una sèrie de festivals populars anuals. La república compta amb set teatres dramàtics estatals Baixkir, quatre russos i dos tàrtars, un Teatre Estatal d'Òpera i Ballet, una Orquestra Simfònica Nacional, l'estudi de cinema "Baixkortostan", trenta col·lectius filharmònics i l'Ensamble de dansa popular estatal Baixkir.
La literatura Baixkir és la tradició literària de la República de Baixkortostan.

Hi ha molts museus a la República on es pot conèixer la història de la regió. El Museu Nacional de la República de Bashkortostan, el Museu d'Art Bashkir Nesterov, el Museu d'Arqueologia i Etnografia en són els més grans.